# Roodkloosterbeek
Le Roodkloosterbeek est un ruisseau de Belgique qui fait partie du sous-bassin hydrographique de la Senne dans le bassin de l'Escaut. Il prend sa source en forêt de Soignes, dans la périphérie de Bruxelles. Il est alimenté par plusieurs sources dont celle du Sylvain, celle dite de l'Empereur et celle des Trois Fontaines. Le ruisseau et son affluent le ruisseau des Trois Fontaines traversent les étangs aménagés au fil des siècles qui entourent l'ancien prieuré du Rouge-Cloître. Il passe par le parc du Bergoje et rejoint la Woluwe.

## Toponymie
Son nom est composé du nom du prieuré, "Het Rood Klooster" en néerlandais suivi de "beek", qui signifie "ruisseau".:p66
Une origine possible de "rood klooster" est Roode Cluse [ou Kluis], c’est-à-dire l’Ermitage rouge devenu plus tard "Roeden Clooster", en français Rouge Cloître. La couleur rouge de l'ermitage provenait de l'enduit rouge fait à base de tuiles pilées. Lorsqu’il est devenu prieuré (ayant nécessairement un cloître) l'attribut rouge est resté.

## Vue d'ensemble du bassin versant
La vallée du Roodkloosterbeek représente 20% de la surface de la Forêt de Soignes (55 km2).
Elle en occupe la partie Nord.:p183
Sa gestion dépend conjointement de la Région flamande et de la Région de Bruxelles-Capitale.
Au Sud-Est du bassin se situe la ligne de crête entre les bassins de la Senne et de la Dyle (altitude 125 m).
Le massif forestier est essentiellement une hêtraie acidophile qui occupe les trois vallons, celui des Grandes Flosses pour le Roodkloosterbeek et ceux des Trois Fontaines et de Blankedelle pour le ruisseau affluent des Trois Fontaines. Des chênes et des charmes occupent les thalwegs.
Les trois vallons descendent en pente douce (d'environ 60 m sur 10 km) et sont généralement à sec. Car le couvert forestier et le peu d'intervention humaine les a protégés et les protègent encore de l'érosion naturelle:p4
:p182. Le tapis de feuilles mortes se désagrège très lentement. Les épisodes pluvieux, principalement en hiver, font ruisseller l'eau jusqu’aux lits et créent des ruissellets intermittents.
La vallée est fractionnée par le Ring R0 et l'autoroute E411 qui se croisent au carrefour Léonard
:p28-30.
À la lisière Ouest de la forêt apparaissent de nombreuses sources (dont 21 répertoriées fin 2023).
Le ruisseau des Trois Fontaines est créé par une source permanente; des suintements forment un marécage et une mare. Une végétation herbacée, des chênes, des érables, des charmes, des aulnes remplacent la hêtraie caractéristique de la Forêt de Soignes.
Le Roodkloosterbeek proprement dit existe à partir de la source du Sylvain (altitude 67,8 m). Il a créé une forêt alluviale:p39. À la cote 64m commence une petite prairie humide:p39, puis la succession d'étangs tous d'origine artificielle obtenus en barrant le cours d'eau par des digues jusqu'à sa confluence avec la Woluwe (alt 55 m).
Un des lieux où la terre fut prélevée est devenu la mare des Clabots.
Les quelques versants à pente accentuée sont artificiels. Ils correspondent à d'anciennes carrières et fronts d'exploitation de sable et de grès calcaires.

## Cours

### Des lignes de crète aux sources permanentes , le ruisseau intermittent
| Point de la carte | nom                   | commentaires          |
| ----------------- | --------------------- | --------------------- |
| 28                | Fosse de Bonne Odeur  | Welriekende hors plan |
| 29                | Etang Blankedelle     |                       |
| 30                | Etang Trois Fontaines |                       |

- la vallée du Roodkloosterbeek

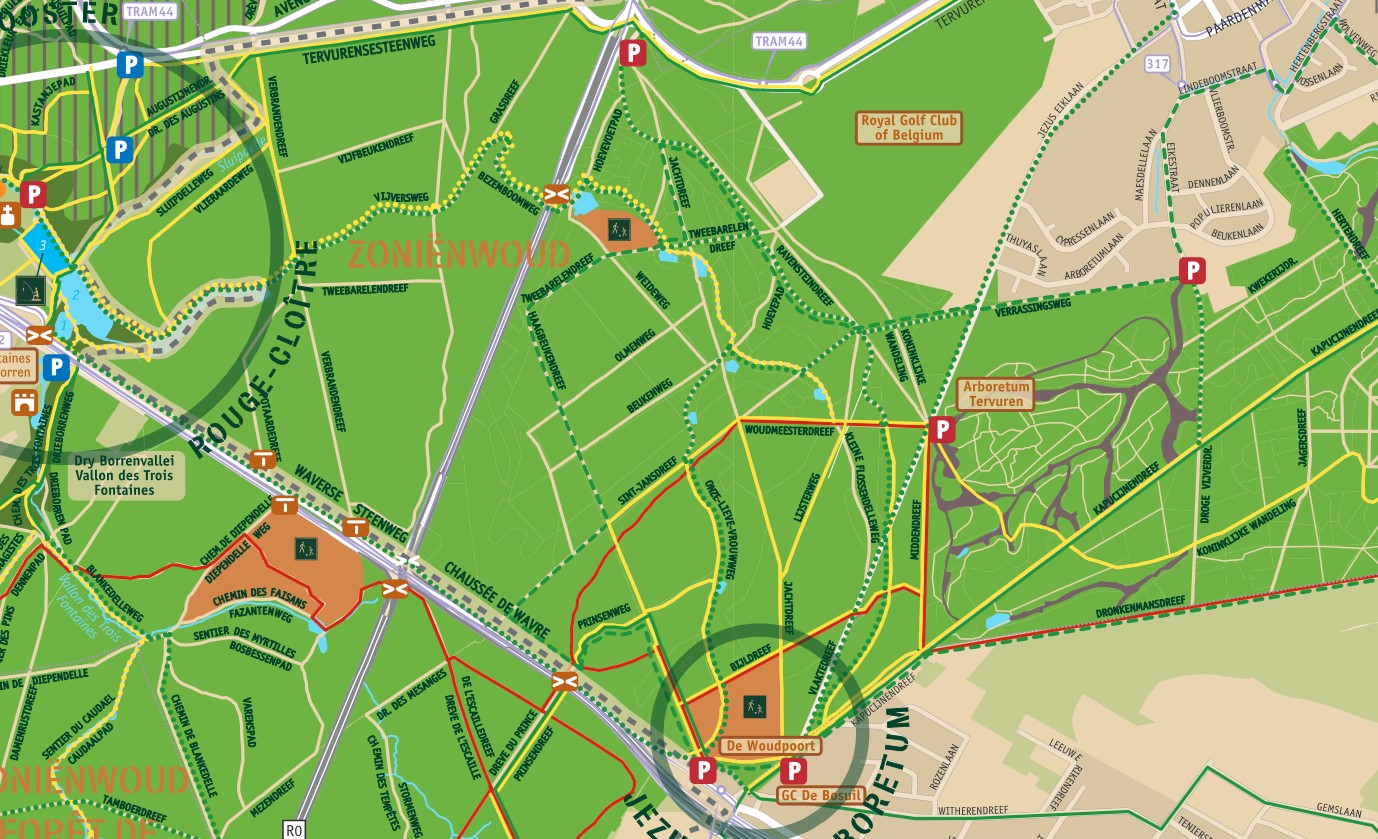
vallée du Roodkloosterbeek de la drève de Bonne Odeur à la source du Sylvain

Elle commence à Jezus-Eik (50.790503 N, 4.48051 Est). Cette vallée est orientée vers le nord et jouxte la ligne de crête la séparant du bassin de la Dyle.
Le talweg suit le Onze-Lieve Vrouwweg et le Kleine Flossenweg. L'Agenschap voor Natuur en Bos (ANB) a créé et maintient en l'état une clairière, une suite de mares et de zones humides jusqu'au petit étang ('t Vijverke) juste avant le ring R0.
Depuis sa construction dans les années 1970, l’autoroute (ring) barre la vallée du Roodkloosterbeek, et le petit débit d'eau du ruisseau à cet endroit passe désormais sous le ring via une conduite. Juste de l’autre côté, le ruisseau est encore alimenté en eau claire via une petite canalisation qui semble être orientée parallèlement à l’autoroute.
Le ruisseau suit le Bezemboomweg et le Vijversweg (chemin des Etangs, sentier de grand randonnée No 579) vers l’ouest, pour pénétrer, peu avant la source du Sylvain, en Région bruxelloise.
Ce parcours en Forêt de Soignes ne comporte aucune source permanente:p78-79
- le vallon des Trois Fontaines / Dry Borren

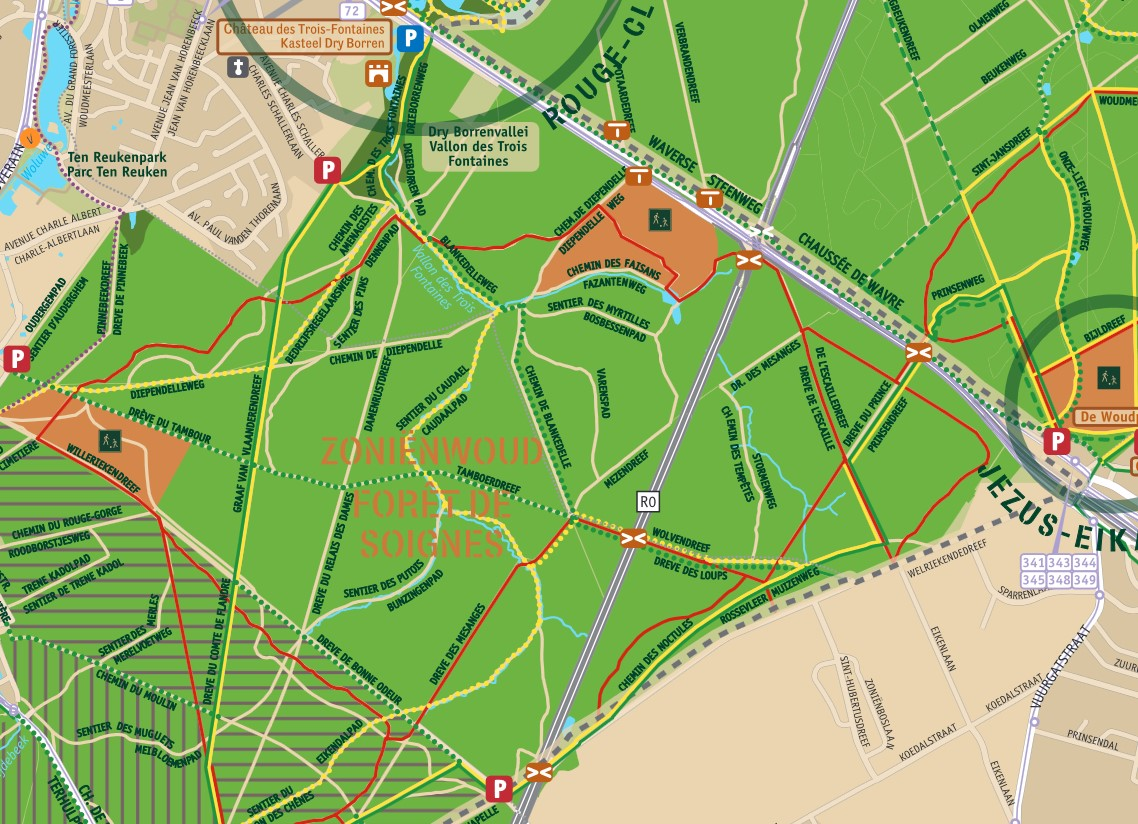
le vallon des Trois Fontaines - Dry Borrenvallei

Le bord Sud Est de son bassin versant marque la limite entre deux affluents de l'Escaut, la Senne et la Dyle.
Le vallon des Trois Fontaines commence à la Fosse de Welriekende (Bonne-Odeur) (50.7849 N,4.45512 Est).:PI 14 Le sentier du Vallon des Chênes longe son talweg, puis se nomme le sentier du Caudael jusqu'à son confluent avec un vallon commençant au-delà du ring R0.
Celui-ci passe par l'étang Blankedelle (50.80097 N,4.46497 Est). :p83-85 alimentée par les eaux de ruissellement qui proviennent de l’E411 et du ring R0 après purification par l’Agenstschap Wegen en Verkeer (AWV) de la Région flamande. Avec ce nouveau système mise en service en 2013 sont filtrées en plus des déchets encombrants, la boue, les huiles de moteur et les graisses.:p264
Le ruisseau de Blankedelle a créé une belle clairière qui est en fait une lisière au milieu de la forêt maintenue en l'état par Bruxelles Environnement.:p79
Le ruisselet est qualifié d' oued l'eau disparaissant dans le sous-sol sableux bien avant la source des Trois Fontaines.:p13

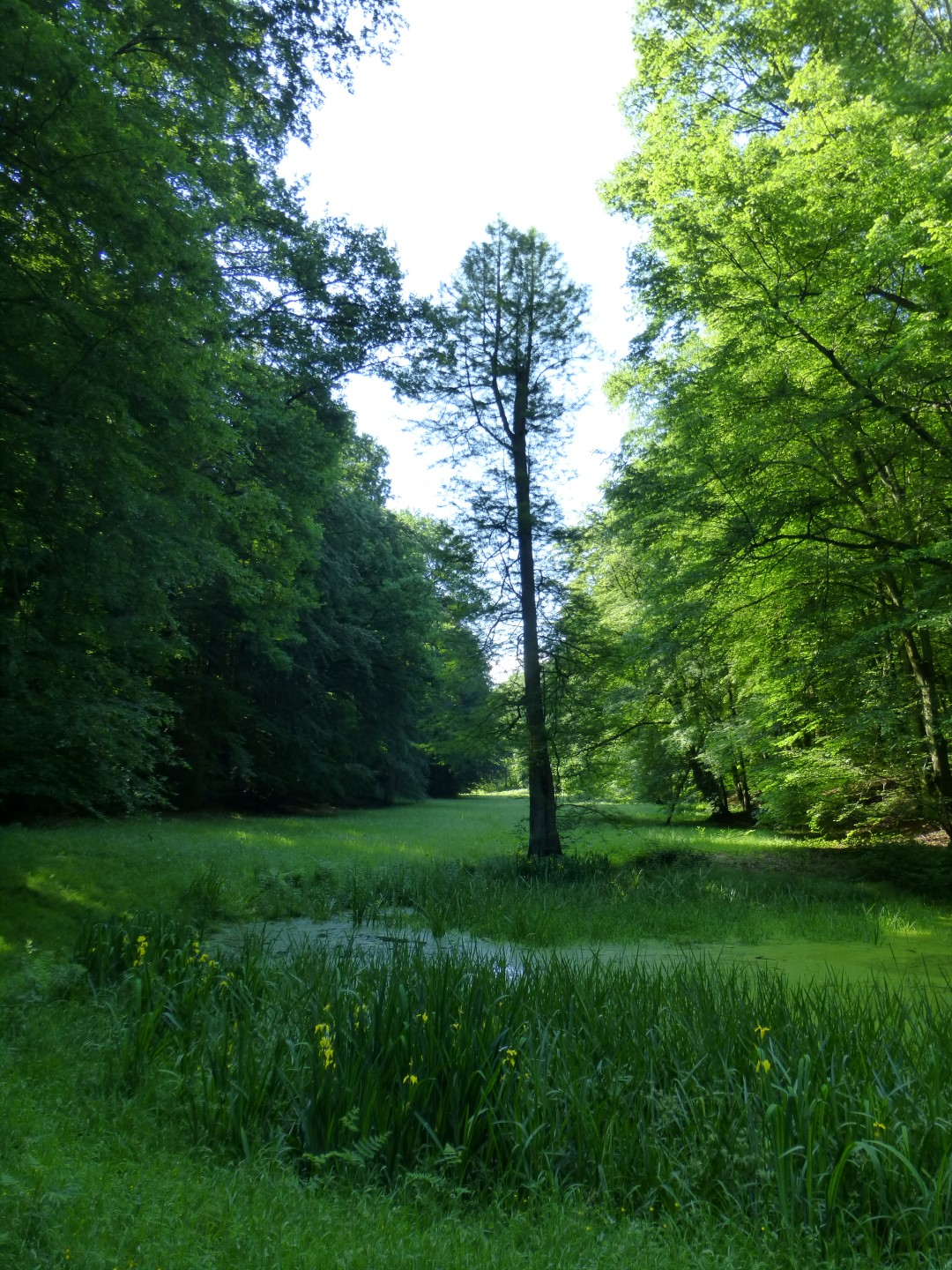
La clairière créée le long du Kleine Flossendelle
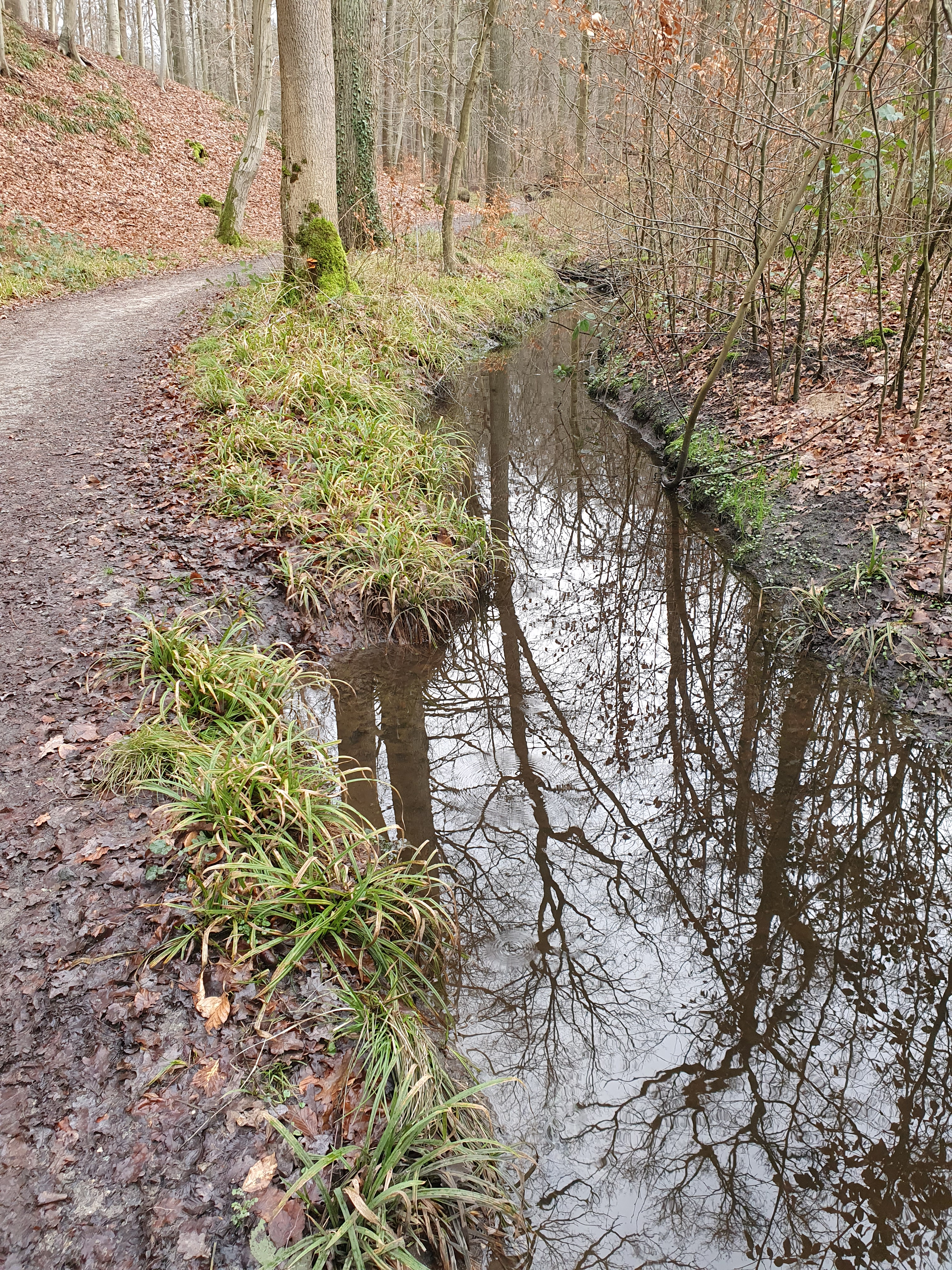
Le Roodkloosterbeek à la hauteur de la Halfuurdreef (en hiver)
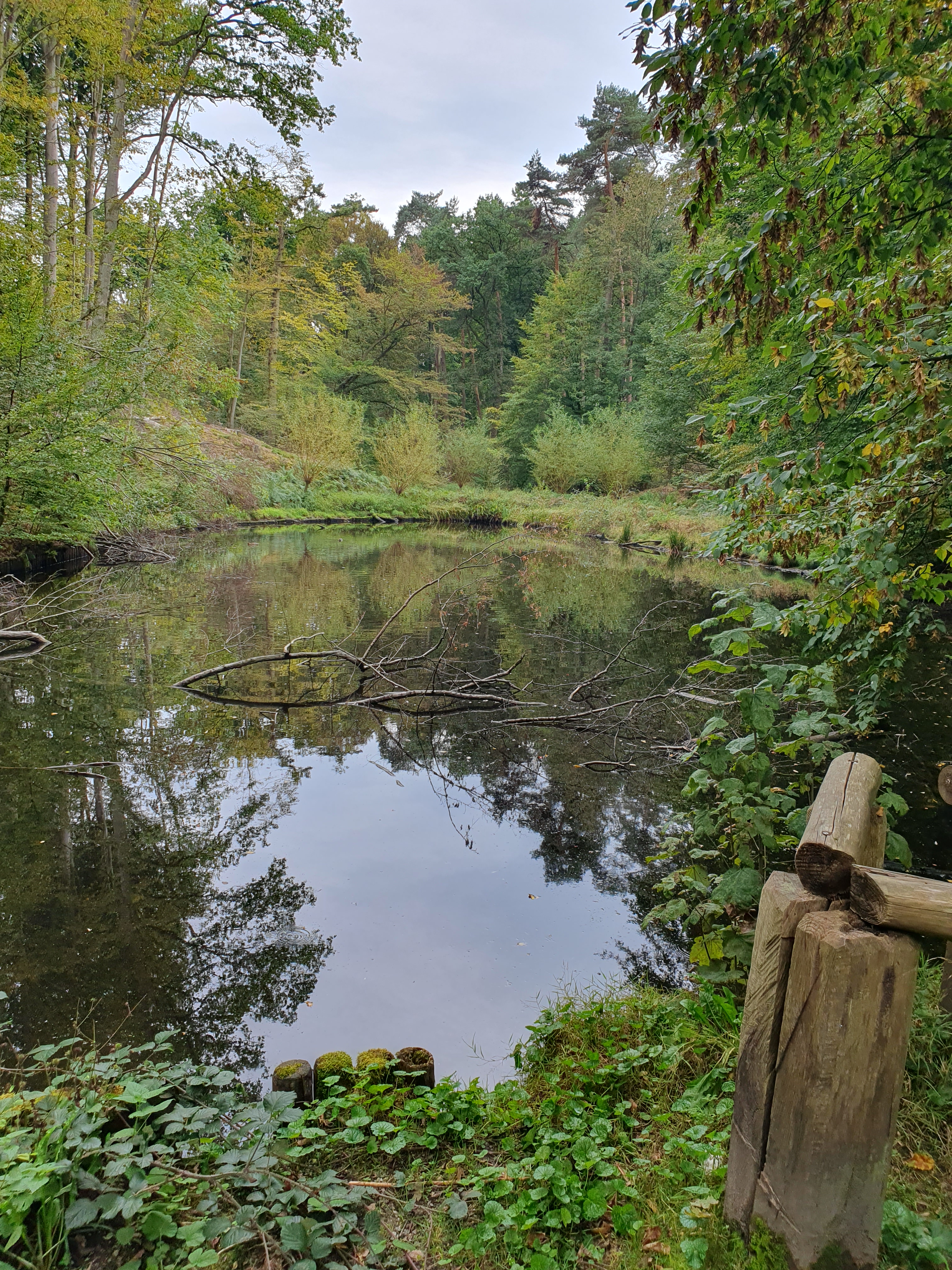
L'étang Blankedelle
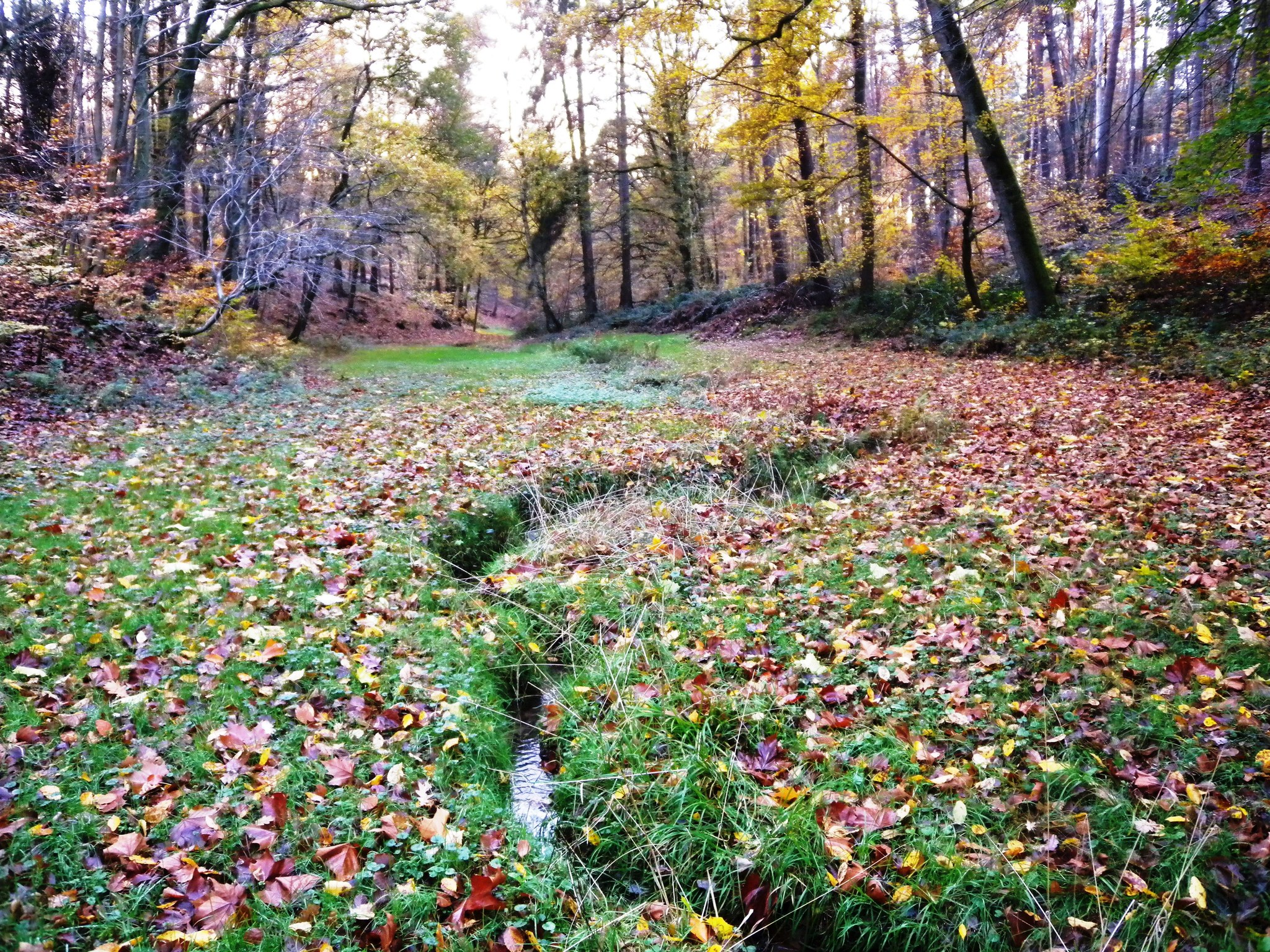
la lisière du ruisselet Blankedelle

### Des sources permanentes à l'ancien Prieuré
| Point de la carte | nom                                  | commentaires   |
| ----------------- | ------------------------------------ | -------------- |
| -                 | Source du Sylvain                    |                |
| -                 | Source de l'Empereur                 |                |
| -                 | Source Trois Fontaines               |                |
| 31                | Petit étang des Clabots (Etang No 1) |                |
| 32                | Grand étang des Clabots (Etang No 2) |                |
| 33                | Mare des Clabots                     |                |
| 34                | Etang du Moulin (Etang No 3)         | étang de pêche |

Quand le sol devient marécageux aux points bas de la Forêt de Soignes, la hêtraie laisse place à une végétation typique de zones plus humides (aulnes, roseaux, fougères...). Des suitements et des sources apparaissent.
- le Roodkloosterbeek

La première source permanente (rive gauche) est la source du Sylvain. Sylvain fait référence au  dieu des forêts de la Rome antique et est aussi le surnom du peintre René Stevens cofondateur de la Ligue des amis de la Forêt de Soignes. Un médaillon de bronze à son effigie a été inauguré en 1936.
La température de l'eau est constante et paraît donc fraîche en été, et chaude en hiver.:PI 10
Le Roodkloosterbeek suit ici le vallon des Grandes Flosses (Grote flossenweg) le long du chemin des Etangs. Son débit augmente encore à la hauteur de la source de l'Empereur. Ce nom serait dû au fait que l'empereur Charles Quint s'y serait désaltéré et en aurait apprécié la qualité:p78-79,:PI 8. C'est sans doute cette source qui se prénommait précédemment "Clabotsborre".:p359 (nom encore porté par les deux étangs à l'aval).
Ces deux sources permanentes récoltent les eaux de la nappe phréatique au point le plus bas de la Forêt de Soignes (respectivement 67,8 et 65 m d'altitude).:p183,:p6,:PI 9
Le cours d'eau s'écoule ici dans la partie amont de la réserve naturelle (25 ha) de Rouge-Cloître, qui commence au vallon des Grands Flosses au niveau de la source du Sylvain. L'une ou l'autre source de moindre importance, discrète, alimente encore le ruisseau. L'une d'entre elles a creusé un étroit sillon avant de rejoindre le Roodkloosterbeek.
Les lits de terre bombés, disposés  en arêtes de poisson sont encore légèrement visibles. Ils témoigneraient:p7 du développement de cultures maraîchères sur les alluvions du ruisseau:p15.
Bien qu'elles aient été travaillées par l'homme (les chanoines y amenaient paître leurs troupeaux), cette zone et la zone forestière au Nord du ruisseau sont classées "réserve forestière":p64,:p2
A la sortie de la forêt, le Roodkloosterbeek se déverse dans le Grand étang des Clabots (étang No 2):p7 qu’il traverse. Sur la rive gauche, il reçoit les eaux du Petit étang des Clabots (étang No 1) lui-même alimenté par le ruisseau-affluent des Trois Fontaines. Leurs berges ont été remises dans leurs états naturels et ne sont plus accessibles. Un ponton d'observation a été aménagé.:p5
L'étang en aval du Grand étang des Clabots s'appelle l'étang du Moulin (étang No 3). Son trop-plein servait de force motrice au moulin du Prieuré bâti intra-muros. Cet étang est aujourd'hui réservé à la pêche (goujons, carpes, brochets ...) avec des abords aménagés. Il est hors réserve naturelle.
La mare des Clabots (300 m2, rive droite de l'étang du Moulin) a été creusée par les chanoines afin de pouvoir édifier la digue qui sépare les étangs No 2 et No 3. Cette digue était continuée par un chemin jusqu'au Château de Trois-Fontaines.
Le vallon de la Sourdine (Sluipdelle) se situe à côté de la mare des Clabots. Il est sans source et sans ruisseau; toutefois, Vivaqua y procède à des lâchers d'eau potable:p18 §1.1.8.4.
Le relief accentué de la rive droite est dû aux anciennes carrières et fronts de taille d'où ont été extraits le beau grès blanc et les pierres calcaires qui ont servi à bâtir les différents bâtiments du Prieuré au fil des siècles.
- le ruisseau-affluent des Trois Fontaines / Dry Borren

Au bas du Blankedelleweg commence la Réserve Naturelle des Trois Fontaines. Elle s'étend sur 8 ha.
La source des Trois Fontaines:p2 tirerait son nom de la présence, autrefois, de trois sources, dont deux auraient disparu. Autre hypothèse: son nom provient de la présence de trois sources, difficilement distinguables depuis le chemin. Elles se trouvent côte à côte, là où l’eau sort de terre via un orifice très large:PI 14. Cette source est une des sources permanentes à gros débit de la vallée du Roodkloosterbeek.
Le petit étang à côté du bâtiment est alimenté par des suitements de fond de vallée.:p2
Le château et ses douves tels qu'on les voit sur la carte de Ferraris et sur les gravures du XVIIe 
furent laissés à l'abandon à la fin du XVIIIe siècle.
Du château proprement dit ne reste que le pan de mur à l'Ouest du petit castel actuel qui lui fut régulièrement rénové et habité.
Des atterrissements progressifs rendirent les douves à leur état naturel de zone marécageuse (6000 m2). Le petit étang (1100 m2) à côté du bâtiment est alimenté par des suitements de fond de vallée:p2.
Jusqu’au XVIIIe siècle, l'eau du ruisseau était captée et acheminée vers le prieuré de Rouge-Cloître via un aqueduc en bois. En 1727, il fut endommagé lors des travaux sur la chaussée d'Auderghem et abandonné. Quelques dizaines de mètres avant de passer sous le viaduc Herrmann-Debroux deux sources plus modestes alimentent également le cours d’eau.
Le ruisseau des Trois Fontaines se déverse, de l’autre côté, dans le Petit étang des Clabots (étang No 1). Les eaux de ruissellement du viaduc également!

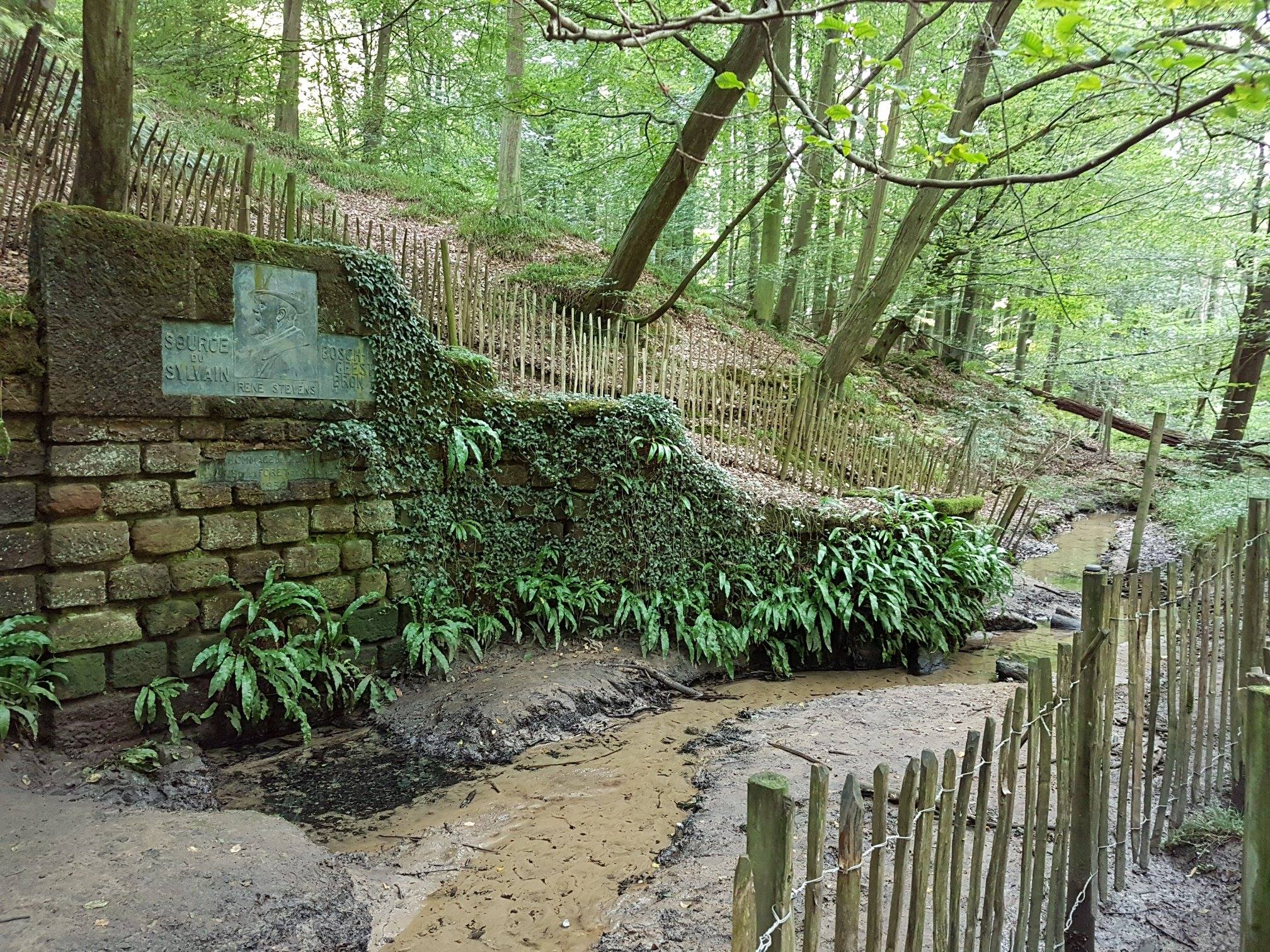
Source du Sylvain
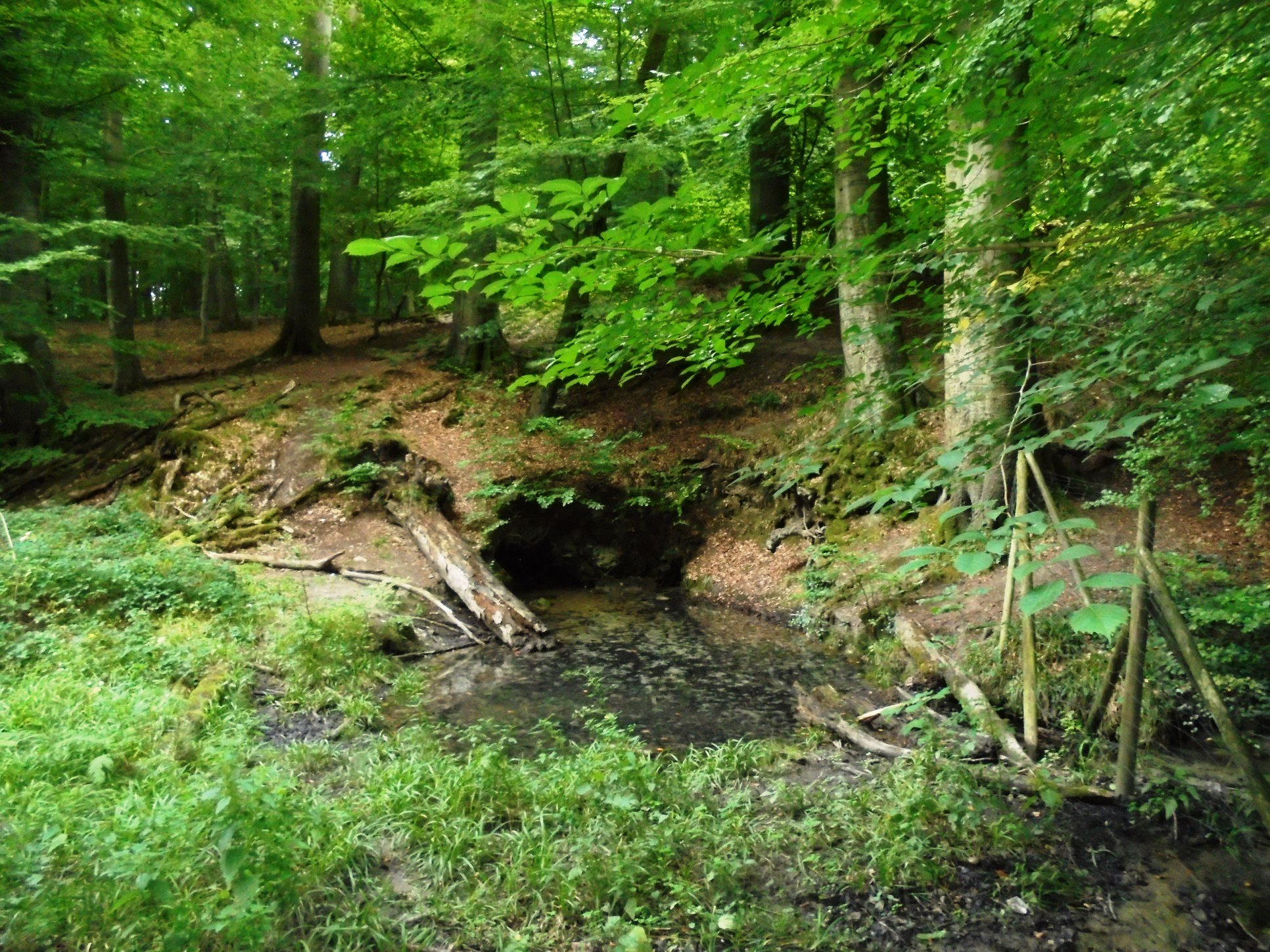
Source de l'Empereur
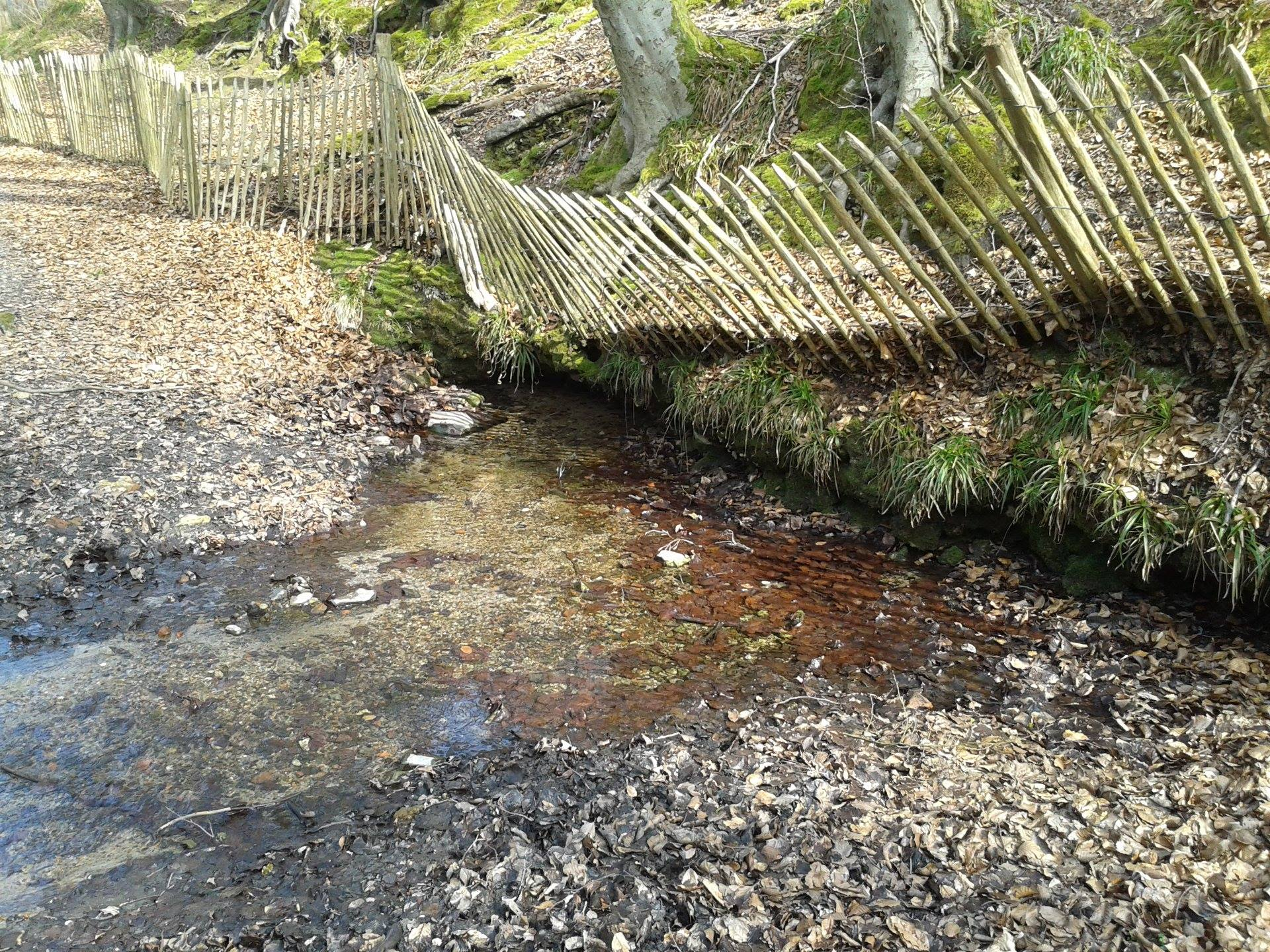
Source des Trois Fontaines
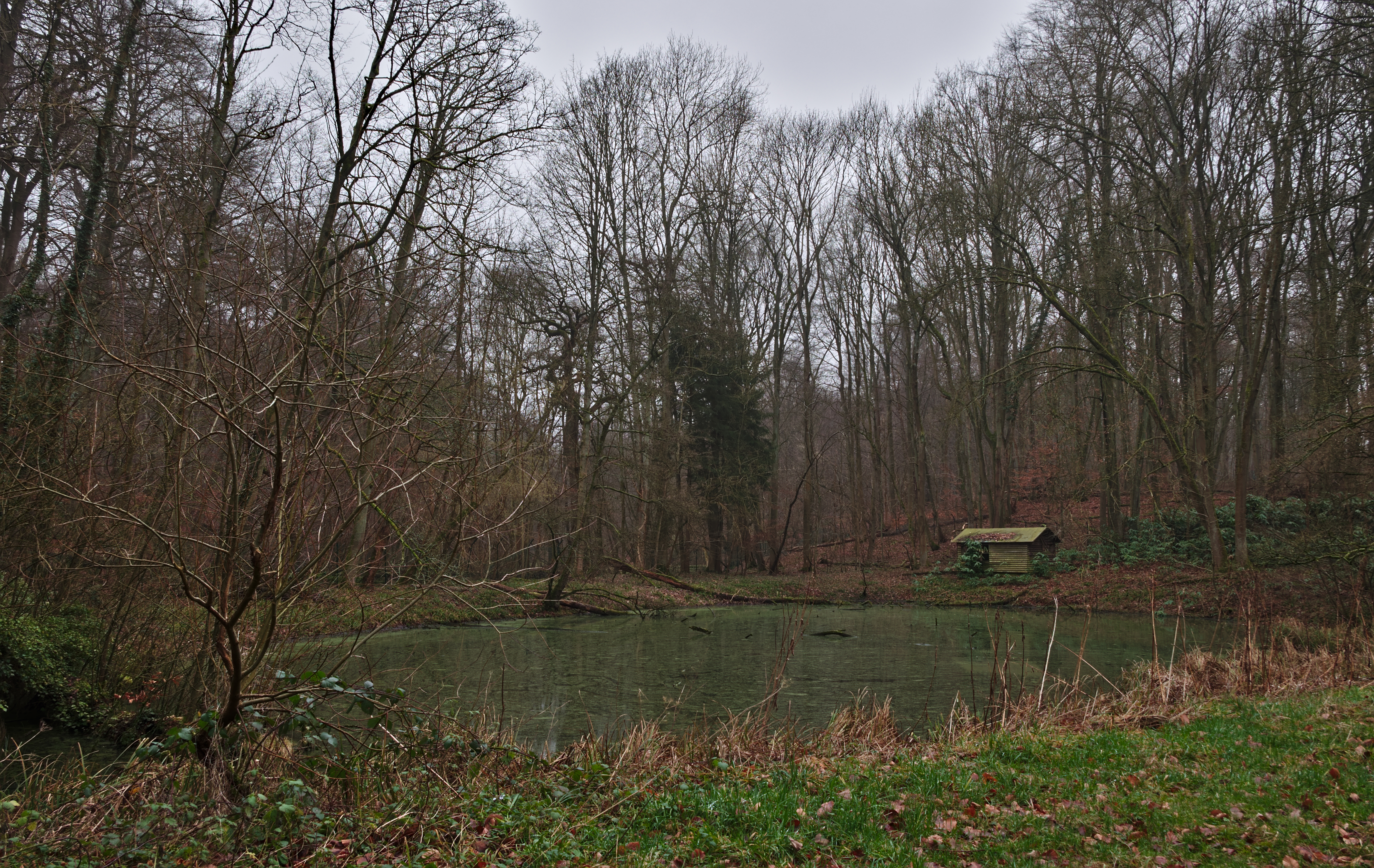
La mare des Trois Fontaines
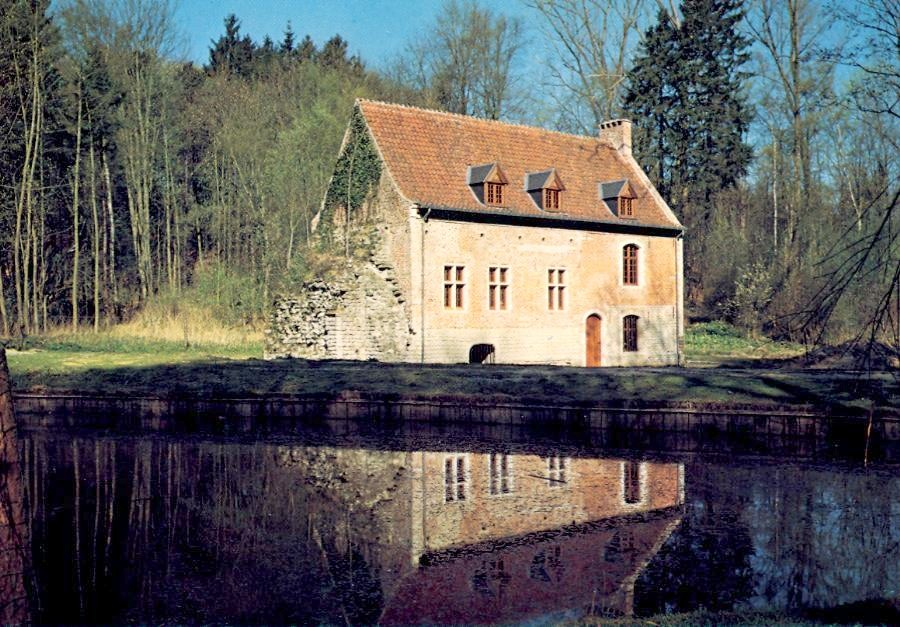
Le castel forestier actuel
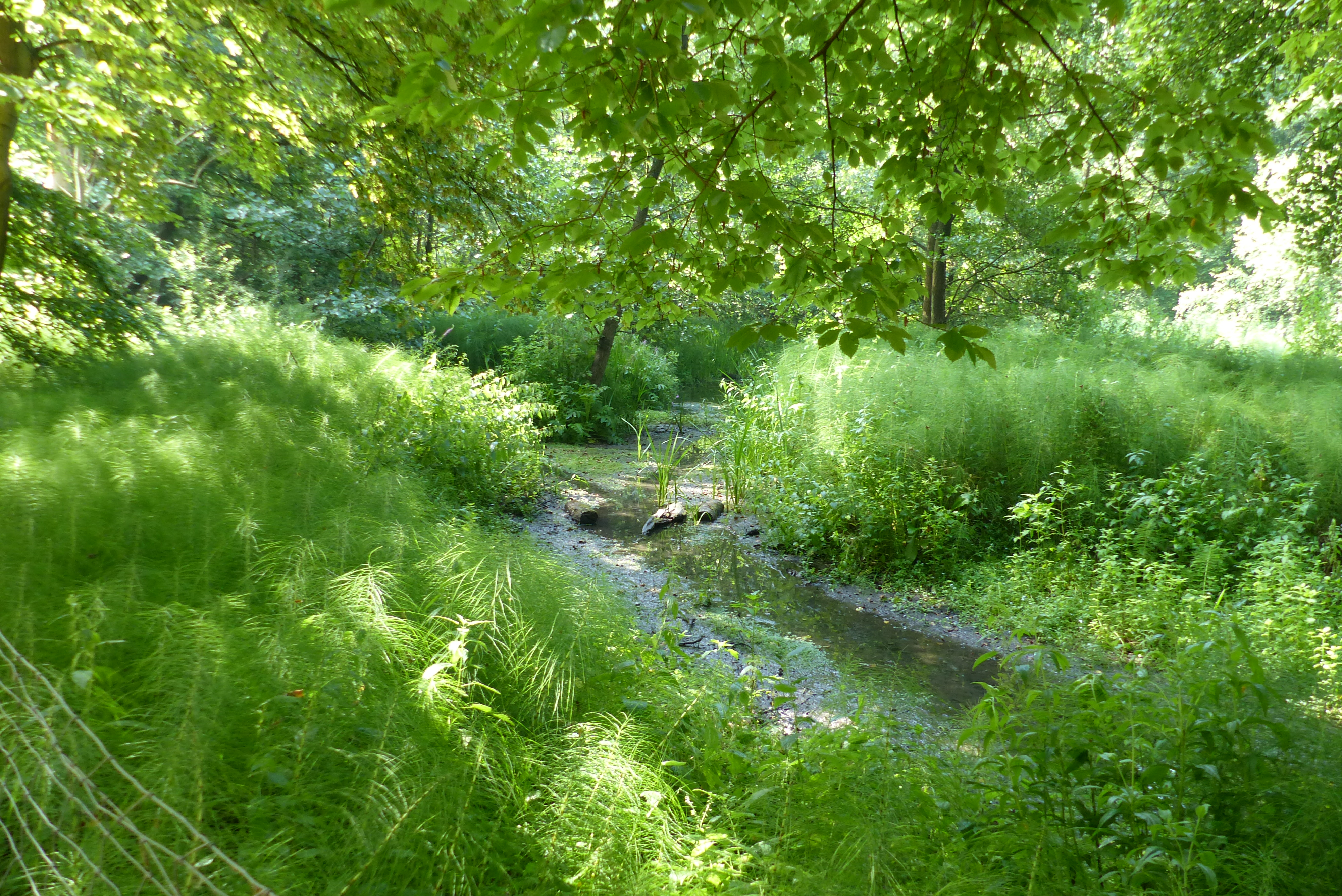
Roodkloosterbeek: la partie marécageuse le long du Chemin des Etangs-Vijversweg
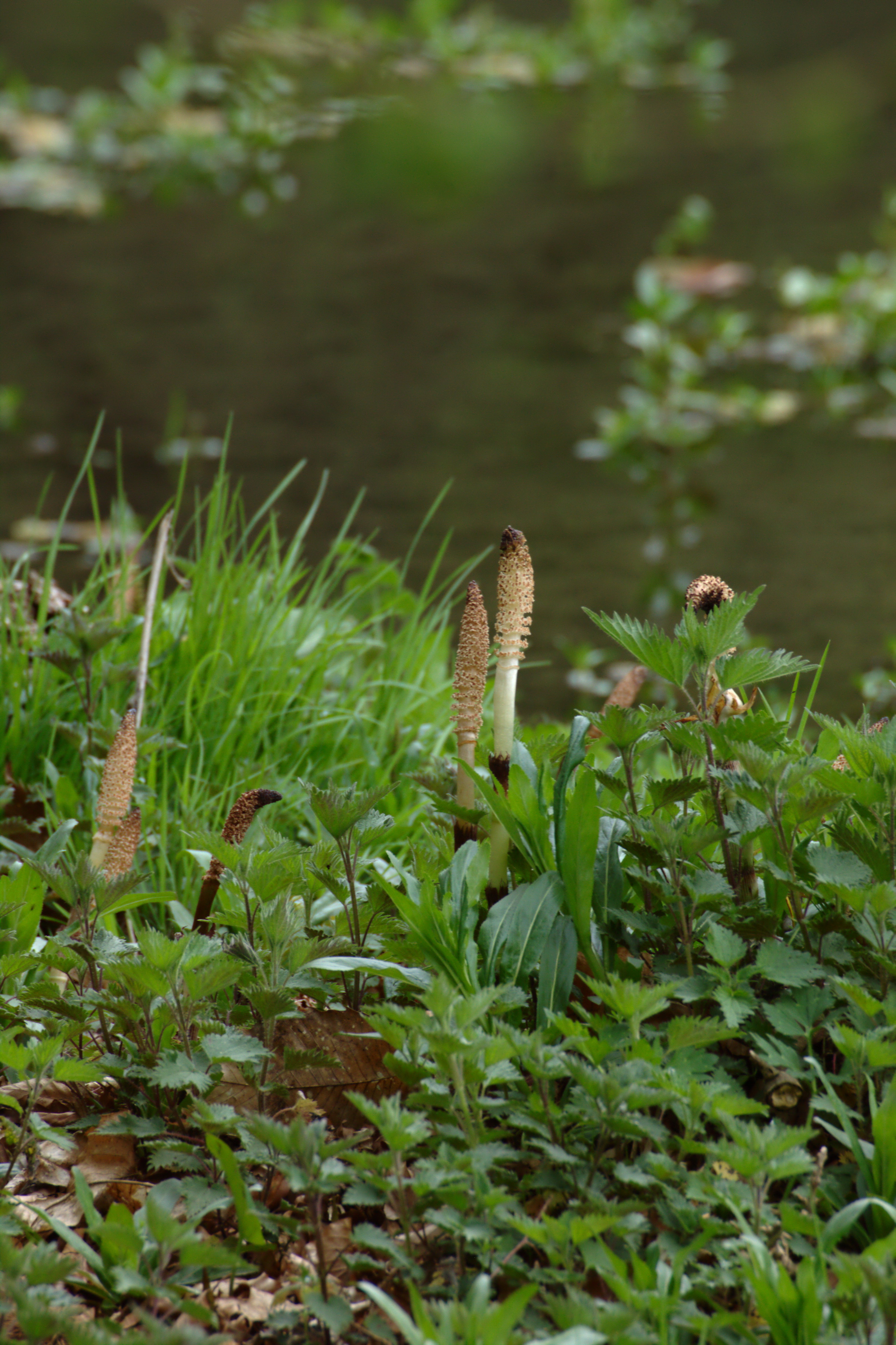
Prêles, marais du Roodkloosterbeek
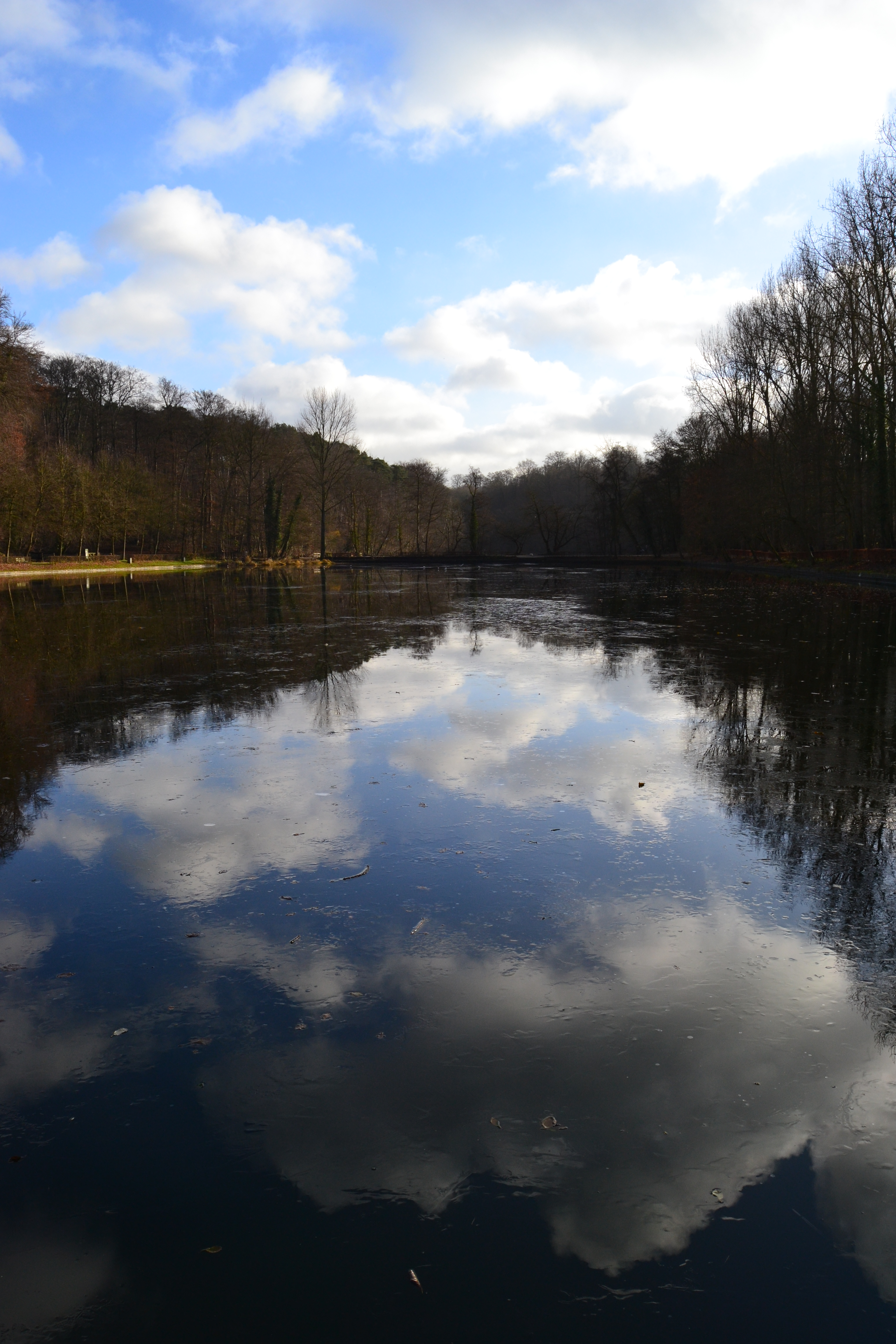
Le Grand étang des Clabots
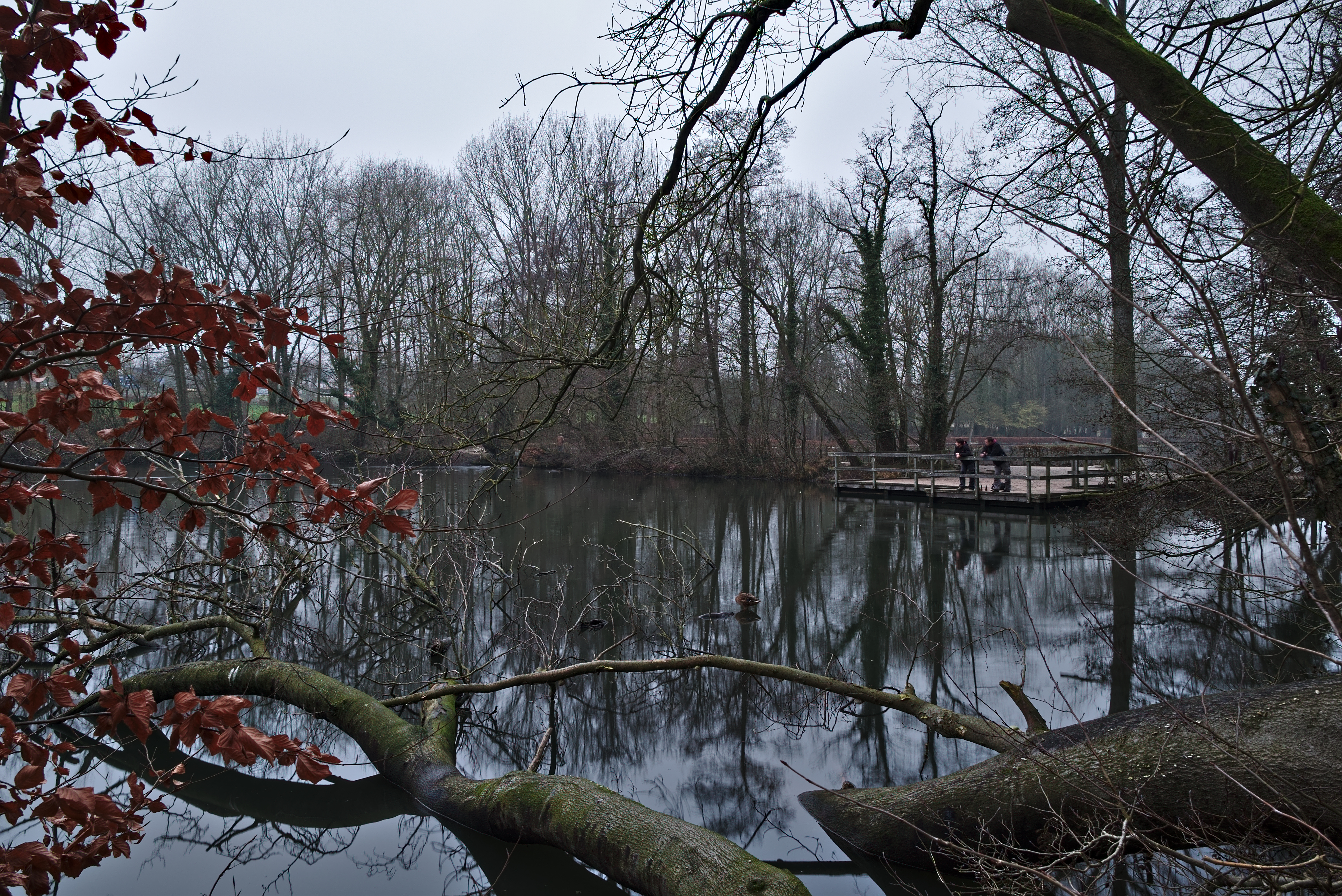
Le Grand étang des Clabots et la digue le séparant de l'étang du Moulin
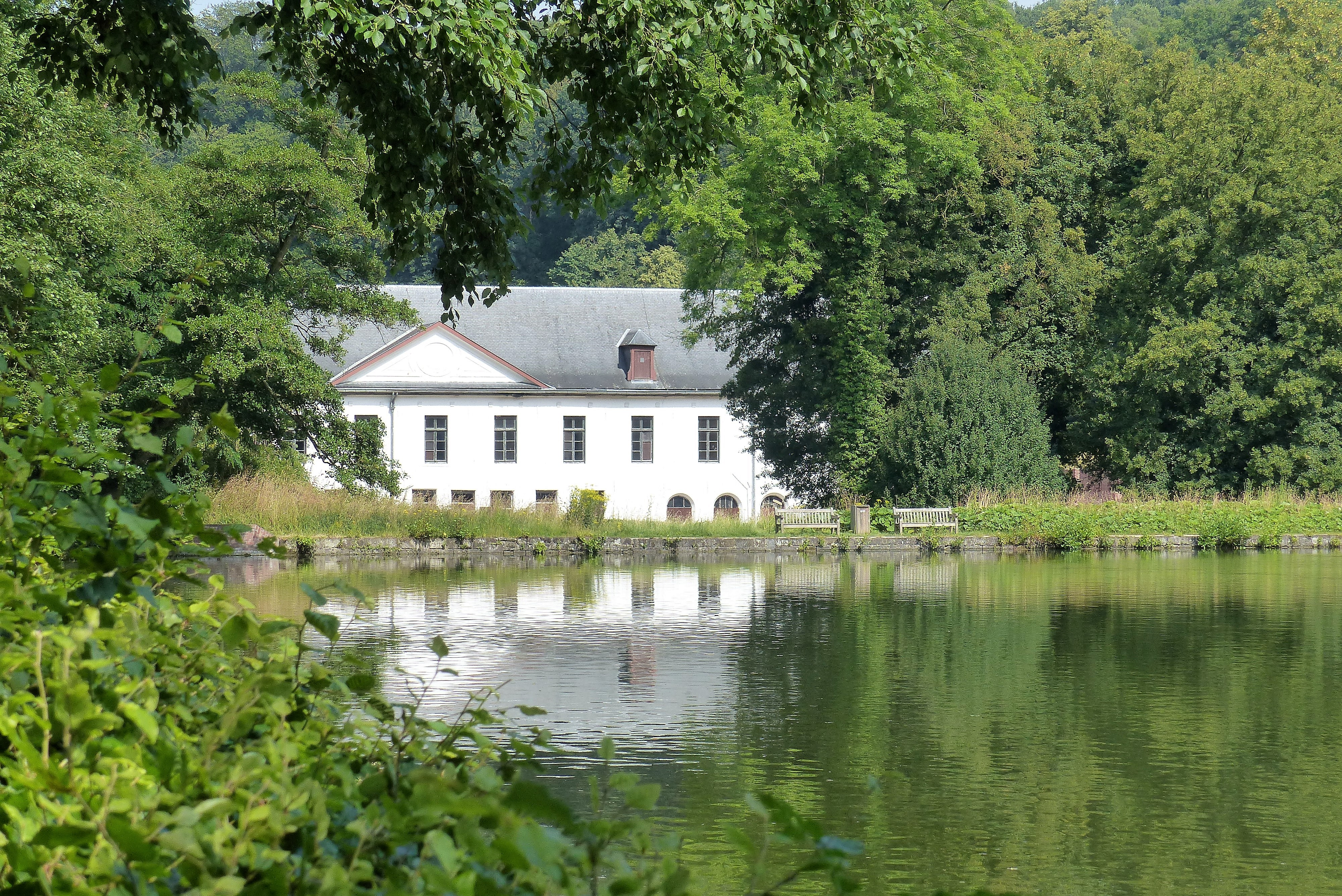
L'étang du Moulin et les bâtiments du prieuré du Rouge-Cloître.

### Le site de l'ancien Prieuré

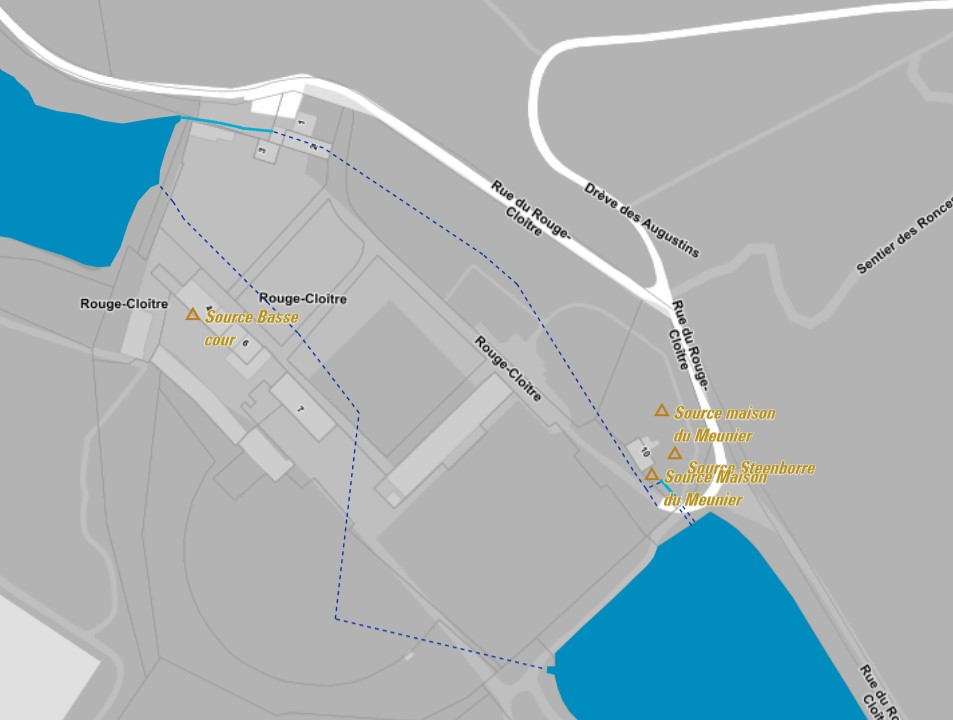
Le pertuis, l'ovoïde, les sources.

Après son acquisition par l'Etat en 1910, le site du Prieuré fut classé en 1965 et devint propriété de la Région de Bruxelles-Capitale en 1992:p13-14. Entre 1997 et 2009, les études archéologiques

et les différents chantiers entrepris ont transformé le site en ce qu'il est actuellement (2023): une évocation de l'époque baroque telle que présentée sur la gravure de Petrus De Doncker de 1725:p87. Bruxelles-Environnement (IBGE) s'occupe des espaces non-bâtis.
Pour l'ancien Prieuré proprement dit voir
À la sortie de l’étang du Moulin, le Roodkloosterbeek s’écoule encore à l’air libre sur quelques mètres avant de disparaître sous la Maison du Meunier, pour s’écouler sous l’ancien prieuré dans un pertuis. Après être passé sous la Maison du Portier, le ruisseau réapparaît et rejoint le Petit étang du Lange Gracht.
Le pertuis a été rénové début du XXIe siècle et est doublé par une conduite ovoïde (longueur 275 m). Ce 2e exutoire de l'étang de pêche est situé à la Kalkpoort (ce nom, en français Porte de la Chaux, fait référence au four à chaux qui était situé à proximité). L'ovoïde débouche au petit étang du Lange Gracht près de la Porte de la Ferme.
La Steenborre ou source des Pierres
 est située au Nord-Est de la Maison du Meunier. Cette source de grand débit a alimenté en eau potable jusqu’à la fin du XXe siècle une bonne partie du site (l’eau de ville n’a été installée qu’au début des années 2000). Depuis 2010 l'eau de la Steenborre alimente également par gravitation, la belle fontaine située dans la cour d’honneur, à côté de la Maison du Portier. Cette fontaine d'un diamètre de 7,50 m fut reconstituée avec les pierres mises à jour au cours des fouilles archéologiques de 2006.:p11
Trois viviers ont été recréés à l'arrière de la Maison du Prieur lors des travaux de rénovation; ils sont eux aussi alimentés par la Steenborre via une canalisation.
À proximité de la Maison du Meunier, un beau bassin ornemental rectangulaire alimenté directement par la nappe présente une eau d’une grande clarté. Une canalisation raccorde cette source au pertuis.
Dans le coin opposé du site au Sud-Ouest se trouve le quartier agricole, là se situe la source de la Basse-Cour contre le mur du Centre d'Art protégée par une grille. Son eau s'écoule directement dans le Petit étang du Lange Gracht via une canalisation.

### Du Petit étang du Lange Gracht au confluent avec la Woluwe
| Point de la carte | nom                                      | commentaires |
| ----------------- | ---------------------------------------- | ------------ |
| 35                | Petit étang du Lange Gracht (Etang No 4) |              |
| 36                | Grand étang du Lange Gracht (Etang No 5) |              |
| 37                | Mares - Jardin botanique Jean Massart    |              |
| 38                | Etang Parc du Bergoje                    |              |

Le Petit étang du Lange Gracht (étang No 4) est alimenté de plusieurs façons; Il récolte l'eau du Roodkloosterbeek par le pertuis et l'ovoïde. Une canalisation apporte l'eau de la source de la Basse-Cour. Deux petites sources bordant la pièce d’eau au sud alimentent également l’étang.
Son aspect actuel, comme ceux des quatre autres étangs ou du parc du Bergoje résulte des travaux entrepris par Bruxelles Environnement à partir de 1994: éclaircissement des berges, curage, reprofilage des berges.
La digue qui sépare le Petit étang du Grand étang du Lange Gracht a été ajoutée à la fin du XIXe. La carte de Ferraris montre encore le Lange Gracht d'un seul tenant.
À la même hauteur, rive droite, les murs de brique en ruine sont ceux d'une glacière construite pour Monsieur Romain Govaert en 1874:p131. La glace récoltée sur les étangs en hiver y était déposée, pour la conservation des aliments.
Le Roodkloosterbeek poursuit son cours dans le Grand étang du Lange Gracht. L'îlot de cet étang No 5 abrite une héronnière. Huit nids ont été occupés en 2023.
Au bout de l'étang, le ruisseau coule dans un pertuis maçonné ouvert sur quelques mètres au point bas du Jardin botanique Jean Massart. La voûte en brique de l'ancien pertuis est visible. Cette ruine comme celle de la glacière sont conservées en l'état car elles servent de gîte d'hiver aux chiroptères.:p8
La partie ouest du Jardin botanique intitulée "une zone humide semi-naturelle typique des marais brabançons" très marécageuse comporte une petite pièce d'eau et quelques mares. Parmi les sept sources qui y sont dénombrées, deux sont qualifiées de sources calcaires incrustantes. Le calcaire dissous en se déposant et en se solidifiant crée une roche sédimentaire friable, le "tuf calcaire",.:PI 17
La  petite mare la plus au nord, proche de l'étang n'est plus alimentée que par une canalisation récoltant les eaux de pluie des bâtiments. Lors de la création du jardin en 1922, le niveau de l'étang No 5 permettait l'alimentation de la zone humide via une prise d'eau. Celle-ci n'est plus fonctionnelle depuis l'abaissement de ce niveau.
Le ruisseau reçoit l'eau de la pièce d'eau par un trop-plein. Il est ensuite voûté pour passer sous la chaussée de Wavre et un immeuble, puis il traverse le parc du Bergoje à ciel ouvert.
À partir du pertuis situé à gauche de l'entrée du parc le Roodkloosterbeek rejoint la Woluwe en souterrain à la hauteur du numéro 28 de la rue Jacques Bassem. :p30
Dans le cadre du maillage bleu, le plan de gestion du site Natura 2000 Parc du Bergoje prévoit la remise à ciel ouvert du Roodkloosterbeek jusqu'au collecteur de la Woluwe.:p14
Un étang marécageux récolte l'eau de petites sources éparses. Via un pertuis son eau est envoyée vers la Woluwe à la hauteur du numéro 44 de la rue Jacques Bassem.

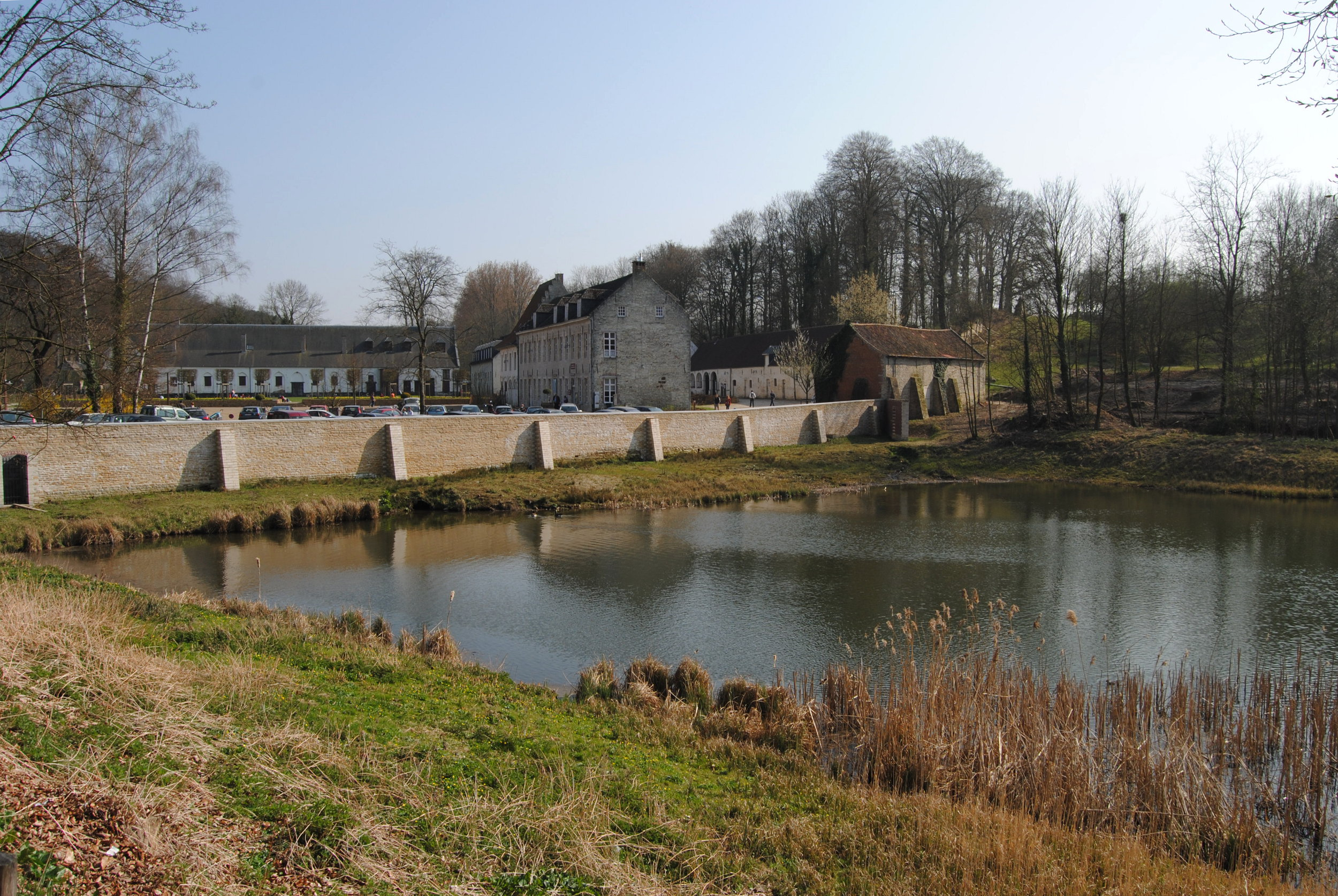
Le Petit étang du Lange Gracht
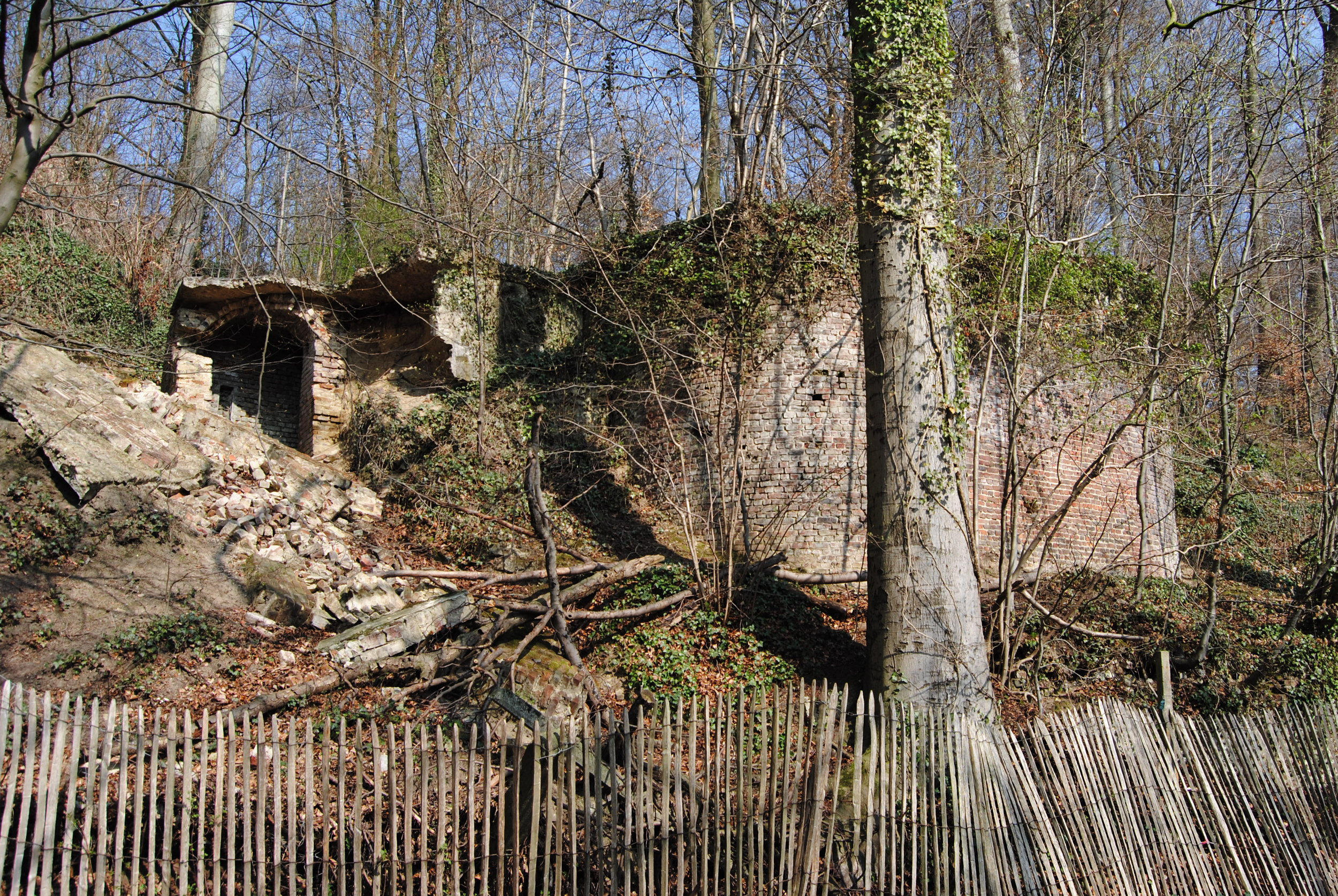
Les ruines de la glacière
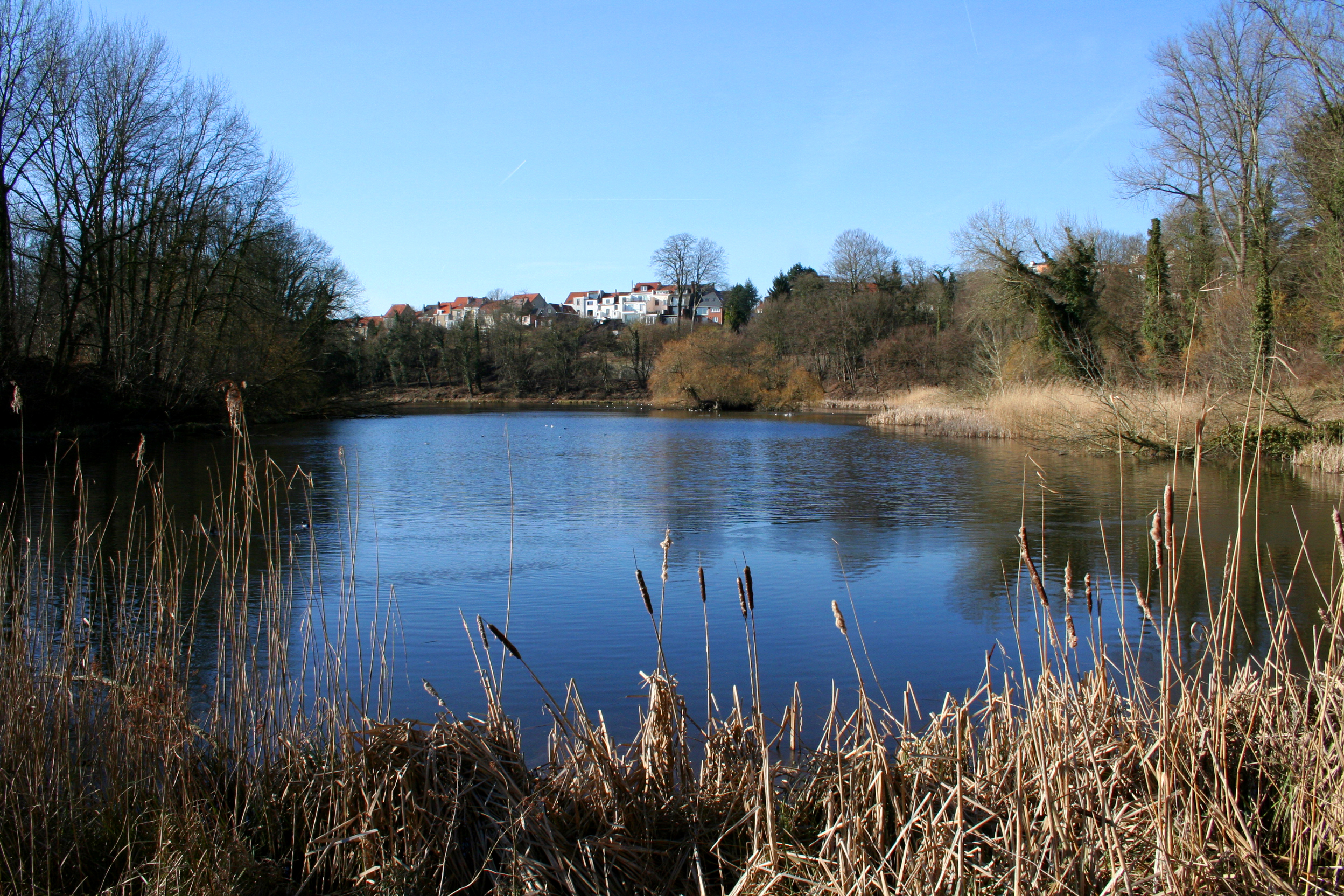
Le Grand étang du Lange Gracht.
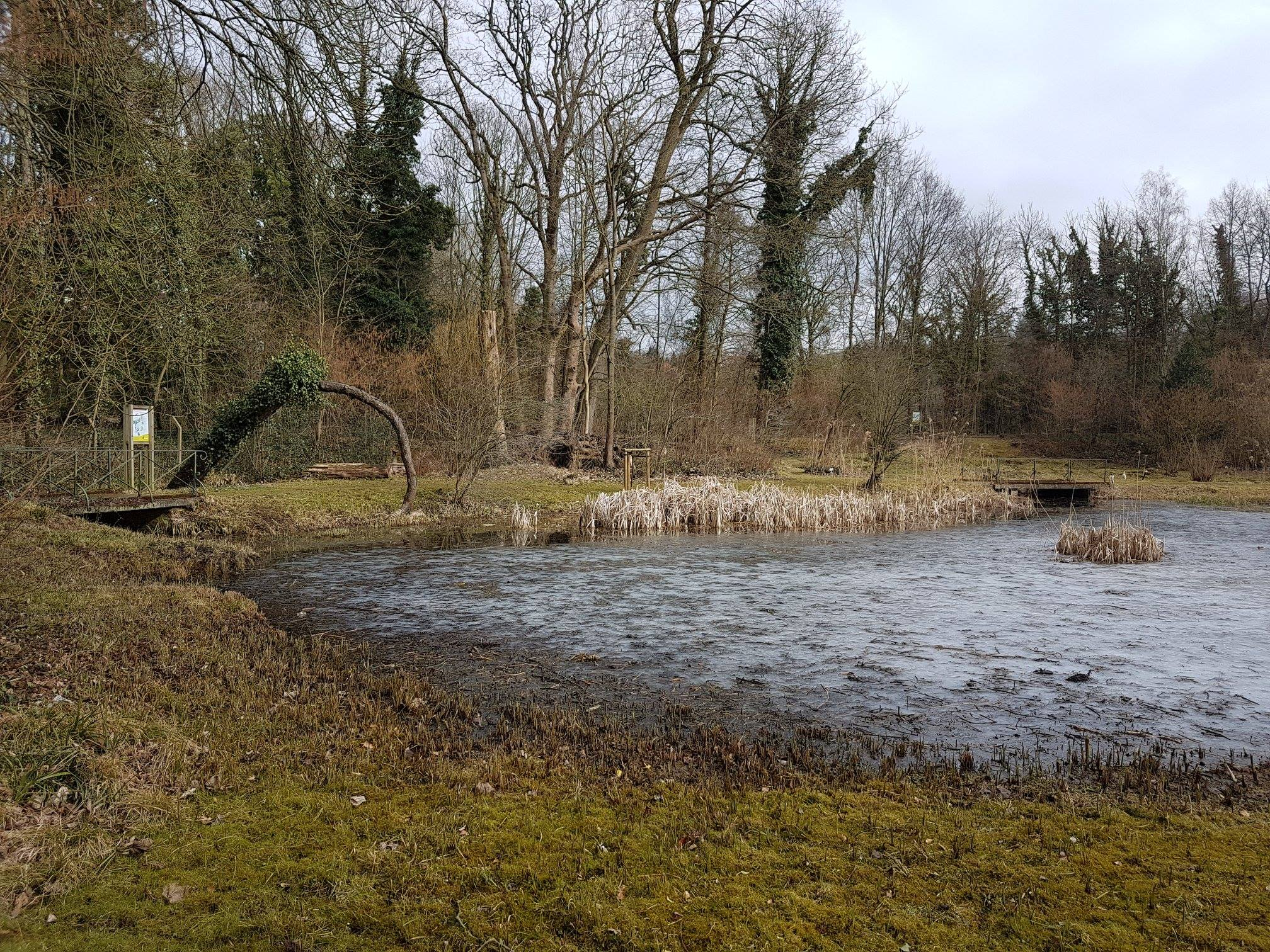
Une source au Jardin botanique Jean Massart

## Patrimoine

### Le moulin à eau du Prieuré du Rouge-Cloître
La Duchesse Jeanne de Brabant autorisa en 1398 la construction d'un moulin à eau sur le site pour moudre le blé. Il servit aussi à presser l'huile.
Au XIXe siècle la force motrice du moulin et les divers bâtiments du prieuré servirent successivement à des filatures, une menuiserie, une scierie de marbre et de pierre blanche:p119. La maison du Meunier servit longtemps de lavoir . Elle abrita une forge:p127.
Une première machine à vapeur et une chaudière fonctionnent dès 1858:p127. Le moulin, cependant tourne encore et se perfectionne. Il est vendu en 1874 muni de "deux paires de meule, trois pierres de meule dont une horizontale":p131. Abandonné, il s'écroula en 1887:p135.
Une meule retrouvée au cours des fouilles archéologiques signale l'emplacement du moulin.

### Hydraulique et pertuis
Initialement, pour rendre habitable cette plaine marécageuse et pour mettre les fondations des bâtiments hors d'eau, les chanoines décidèrent dès le XVe siècle de drainer le terrain pour rabattre le niveau de la nappe d'eau souterraine. Ils firent capter diverses sources, creuser des viviers auxquels étaient raccordés les drains:p93.
À la suite des inondations catastrophiques de 1436, un pertuis voûté en pierre:p93 d'une longueur de 265 mètres
 fut mis en service en 1477 à l'aval du moulin.
Au XVe siècle, l'infirmerie (1441 à 1454 et 1467 à 1475), la brasserie (1433), bâtiments aujourd'hui disparus 
:p8-9 et la gravure de de Doncker annotée, comme la Maison des Dames (1433) et la Porterie (1430-1435):p30-31, furent bâties près ou sur le pertuis qui avait aussi une fonction d'évacuation des eaux usées. Ces bâtiments comme le pertuis sont visibles sur le plan Culp de 1786.
Lorsqu'en 1804, les viviers furent comblés, l'eau ne put plus s'évacuer et les fondations des bâtiments furent attaqués par l'humidité.:p111
Une latrine a été retrouvée lors des fouilles plus ou moins à l’endroit des toilettes publiques actuelles de la Maison du Prieur. Les déjections tombaient dans une rigole avec un courant d’eau provenant de l’étang du Moulin, ce qui permettait de les évacuer. Elles aboutissaient ainsi dans le pertuis.

### La glacière du Rouge-Cloître
Elle est située le long des étangs du Lange Gracht au niveau de la jonction des deux étangs, le long de la rue du Rouge-Cloître.
M. Romain Govaert, propriétaire d'une grande partie de l'ancien Prieuré en 1872, fit construire cette glacière en 1874 par l'entrepreneur maçon Jean-Philippe Sommereyns:p131. Elle servit de stockage intermédiaire avant le stockage définitif de la glace dans les Glacières Royales.
La glacière classée depuis 2002:id371 sert de gîte d'hiver aux chauves-souris.

### Le moulin à eau Ten Brugsken
C'est le lieu-dit Ten Brugsken (ou Ten Bruxken) qui a accueilli l'ermite Gilles Olivier en 1359, à l'origine de la création du Prieuré plus à l'amont :p4. Ten Brugsken est l'ancien nom de l'actuel étang du Lange Gracht.
L'autorisation de construire un moulin à hauteur de la Chaussée de Wavre fut donné aux chanoines du Rouge-Cloître en 1398. Les bâtiments figurent sur la carte de Ferraris:p67-68 . Le site s'est industrialisé au XIXe siècle. Le moulin servit de force motrice à une filature de coton reprise sur la carte de Vandermeulen de 1850 :p6-8. L'usine Ten Brugsken et une cartoucherie employèrent une machine à vapeur dès 1899:p133.
Du moulin initial et de ce passé industriel ne restent que la grande voûte en briques, gîte d'hiver des chauves-souris:p6-8.

### le Jardin botanique Jean Massart
Le site est classé depuis 1995:p5.

### Le château de Trois-Fontaines
Ce château est classé depuis 1986.

## Géologie

### Histoire
La Senne à Bruxelles et environs repose sur une couche d’argile appelée l’horizon Yprésien datant de l’Eocène,:p166. Cette couche supporte la principale nappe aquifère de la région. Son altitude varie de 30 m au Sud à  15 m au Nord.
Un abrupt géologique net Nord-Sud sépare cette section argileuse du plateau brabançon limoneux situé à l’Est,:p167. Son altitude varie de 130 m à l’Est à 85 m à l’abrupt.
En forêt de Soignes, ce plateau est constitué de couches sédimentaires de sable  bruxellien et lédien d’une épaisseur de plusieurs dizaines de mètres. Ces dépôts correspondent aux remontées marines successives. Les premiers datent de 50 millions d'années.
Au cours des  glaciations du Quaternaire, l’érosion y a notamment créé la vallée de la Woluwe et ses affluents.
Lors de la dernière période glaciaire (surtout entre 22 000 et 15 000 ans):p183, une couche de limon provenant de la région de la mer du Nord s’est déposée (le niveau de la mer était 100 mètres plus bas qu’actuellement).
Depuis, soit environ 10 000 ans, l’ensemble du relief de la forêt de Soignes est resté inchangé.

### En forêt de Soignes, les vallées sèches
La vallée du Roodkloosterbeek et le vallon des Trois-Fontaines culminent au Sud-Est (125 m à la ligne de crête séparant la vallée de la Senne de la vallée de la Dyle). Ces vallons sont un bon exemple du vestige de torrents creusés dans le plateau brabançon lors des glaciations:p182-184 :p166. Ils descendent en pente douce (moins de 1%) sur une dizaine de kilomètres. Les seules pentes abruptes sont le résultat des travaux d'extraction des matériaux de construction (sable, pierres calcaires, grès).

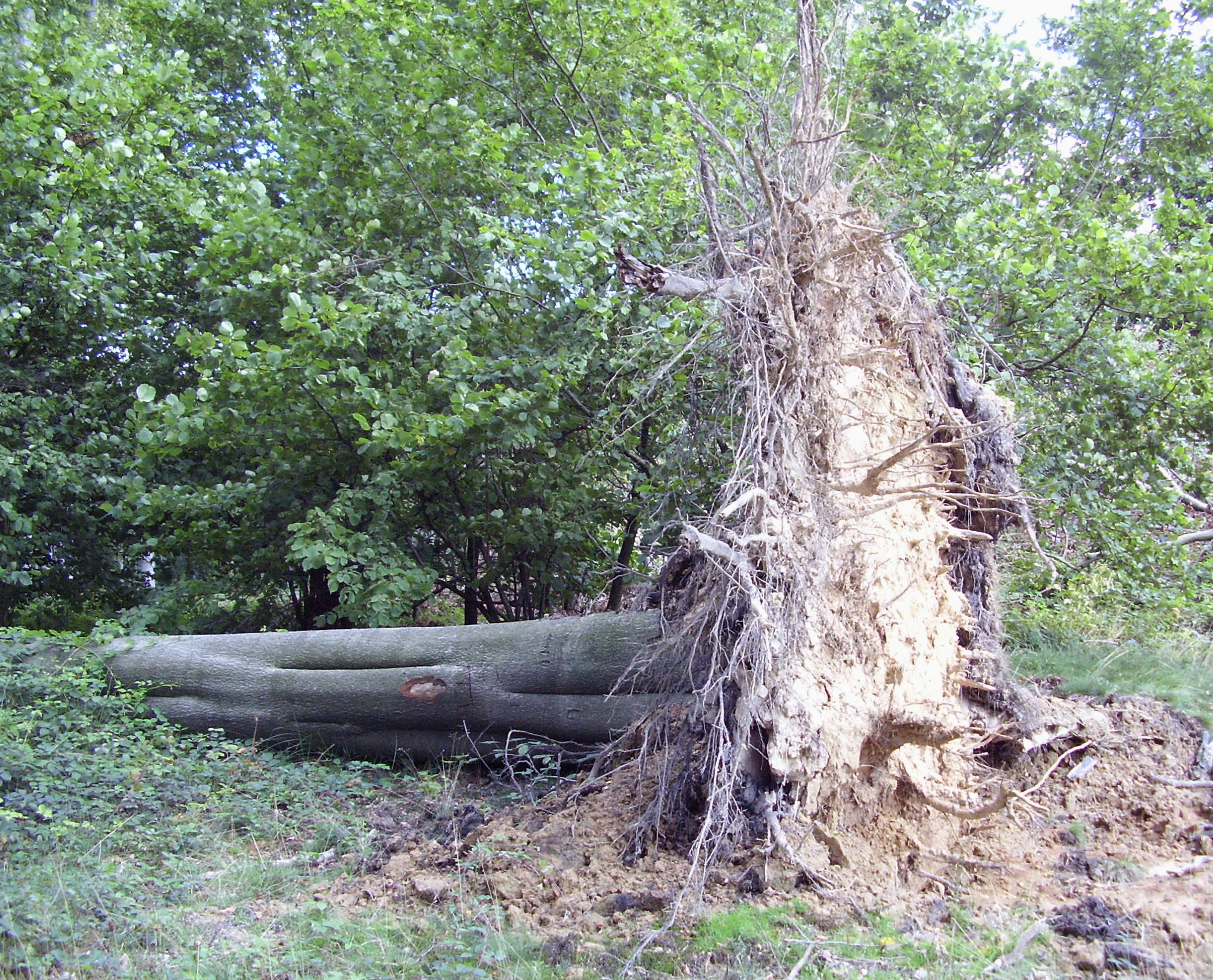
Chablis, l’un des stades naturels du cycle sylvogénétique.

Sous la litière de feuilles la couche d'humus ne dépasse pas 40 cm d'épaisseur. Comme le montre l'image du chablis d'un hêtre, elle contient une profusion de racines.
Cette mince couche recouvre un sol limoneux d'une épaisseur de plusieurs mètres. La partie supérieure d'une épaisseur de 30 cm à 120 cm est tellement compacte que les racines ne peuvent y pénétrer que par les veines verticales existantes; les chablis montrent souvent que les racines verticales sont aplaties, déformées. Plus bas, les racines retrouvent un limon moins compact, riche en calcaire où elles peuvent se développer normalement.
Cette couche limoneuse très tassée explique aussi l'absence de vers de terre, de taupes, la faible présence de plantes herbacées. Les tentatives d'agriculture au cours des millénaires (les premières connues remontent à plus de 7000 ans:p192) se sont soldées par des échecs.

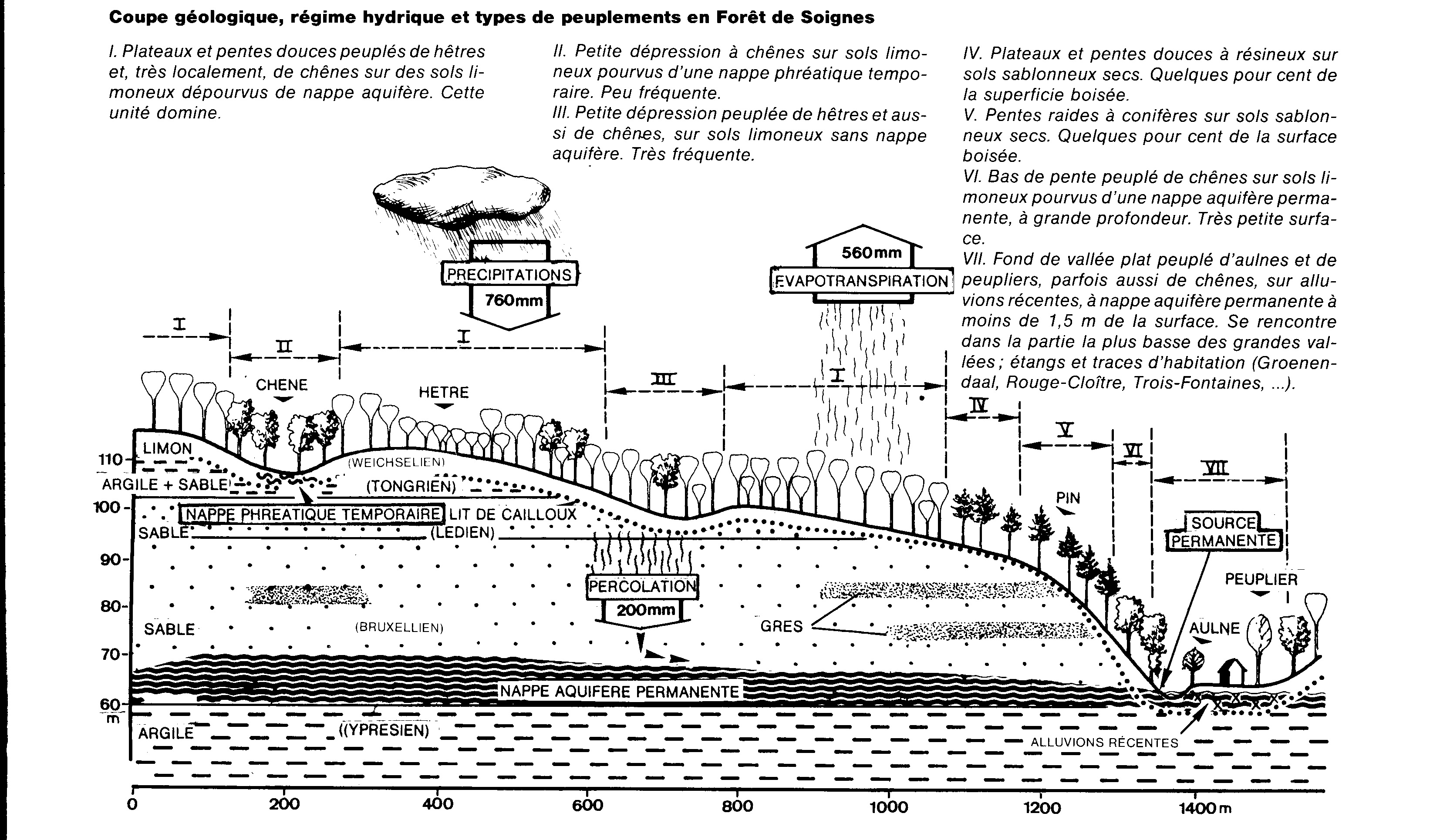
Coupe géologique, régime hydrique et types de peuplement d’arbres en Forêt de Soignes

La couche inférieure :p183 est l'horizon dit du Bruxellien (Eocène moyen)
. Elle est constituée de sable et peut atteindre plusieurs dizaines de mètres. Ces sédiments de grande perméabilité explique l'absence d'écoulement d'eau:p185  dans la vallée du Roodkloosterbeek et de son affluent; l'étang de Blankedelle (altitude 90m) et son ruisselet intermittent constituent une exception remarquable. Ils sont artificiels, l’étang est alimenté uniquement par les eaux du réseau routier. Le long du ruisselet, Bruxelles Environnement maintient une lisière pour favoriser la biodiversité.
Les sables bruxelliens sont localement cimentés par du calcaire:p183. De la pierre calcaire et du grès (pierre dite de Gobertange, la même que celle employée pour l’Hotel de Ville et la Cathédrale) sont ainsi formés. Ces matériaux ont d'abord été extraits le long du ruisseau de Trois Fontaines à partir de 1381, puis en rive droite du Roodkloosterbeek (carrière exploitée dès 1393 au coin Nord-Est du prieuré) pour ériger les bâtiments et les murs d'enceinte.
Comme le signale la coupe géologique, seul environ 25% des pluies annuelles (200 mm) touchent le sol, percolent à travers les sols et alimentent les nappes phréatiques profondes. Ce principalement en hiver quand les arbres sont dénudés. Les sols ont ainsi perdu au fil du temps leurs éléments nutritifs solubles et sont devenus pauvres et acides bien avant l'implantation de la "hêtraie cathédrale".
Sous le fond de la vallée se trouve la couche d'argile datant du Tertiaire. L'eau y stagne:p183; la nappe aquifère crée entre autres les sources permanentes de Trois-Fontaines, du Sylvain, de l'Empereur et plus à l'aval des Pierres. Leur eau est calcaire comme toutes les sources en lisière de la forêt. Au Jardin Botanique Jean Massart, deux des sept sources sont assez saturées en calcaire pour former des incrustations.

### Dans la plaine alluviale
Au contact des sables bruxelliens et des argiles yprésiennes imperméables sous-jacentes, dans le Vallon des
Grandes Flosses, apparaissent la source du Sylvain (altitude 67,8 m) et la source de l’Empereur, ainsi que
diverses plus petites sources dans la zone marécageuse précédant le Grand Etang des Clabots.
Dans le vallon des Trois Fontaines, la nappe phréatique affleure également en fond de vallon, et le ruisseau prend naissance à la source des Trois Fontaines (altitude 65m) et des suintements plus à l'Ouest qui ont formé la partie marécageuse et l'étang.
La couche de sable s'amincit progressivement. Les remblais, les limons, les argiles alluviales forment un système aquitard de fond de vallée jusqu'au confluent avec la Woluwe.

## Hydrologie et hydrométrie
Dans leur partie amont, la vallée du Roodkloosterbeek et le vallon des Trois Fontaines peuvent avoir un mince filet d'eau en hiver :p20 dans leurs thalwegs mais sont à sec pendant la bonne saison.

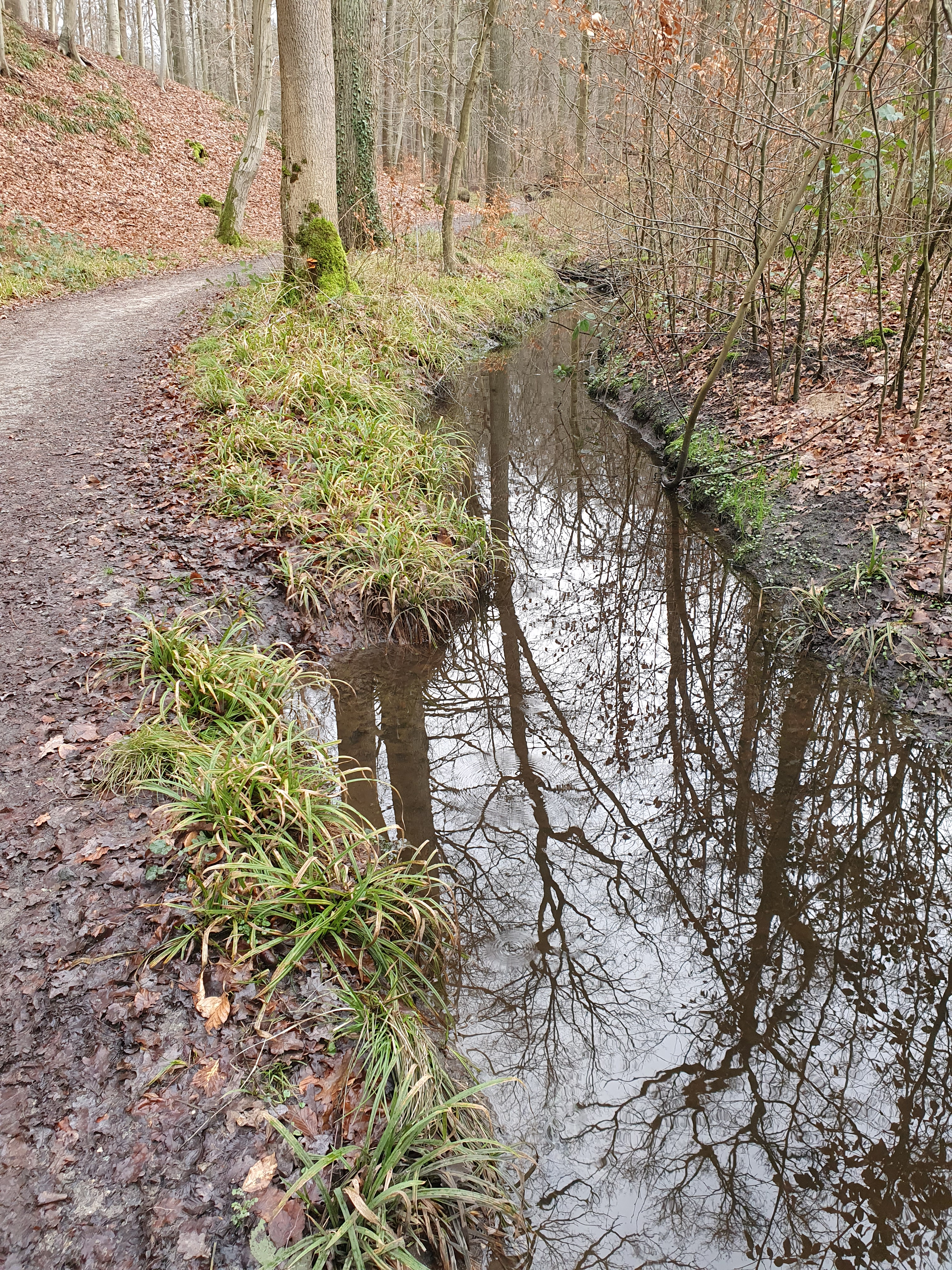
Le Roodkloosterbeek à la hauteur de la Halfuurdreef (en hiver).

La source du Sylvain (altitude 67,8 m) comme celle de l'Empereur (altitude 65,7 m) sont permanentes. Le ruisseau en lisière de la forêt a été remodelé par l'homme surtout à partir du XIVe siècle. Les vallées sont barrées:p56 pour empêcher les crues subites et créer des étangs d'élevage. Les chanoines ont porté leur nombre à quinze; il en reste cinq. Une fois atterriés, ces anciens étangs se sont transformés en zones maraîchères.
Le débit augmente par les apports d'eau provenant du ruisseau des trois Fontaines, de la Steenborre et de nombreuses sources de moindre importance (une vingtaine de sources au total,). Les eaux de ruissellement émanant du viaduc, du Centre Sportif de la Forêt de Soignes, se déversent directement dans le Petit étang des Clabots (Etang No 1) sans traitement.

### Débit
La hauteur d'eau est mesurée à la sonde N25 "RODE KlOOSTERBEEK" par Flowbru; le débit en est déduit. Il varie peu au cours d'une année; le débit maximum ne dépasse pas trois fois le débit moyen
| Année | MIN | Moyenne | MAX | Remarques               |
| ----- | --- | ------- | --- | ----------------------- |
| 2021  | 42  | 60      | 188 | MAX 2 jours en décembre |
| 2022  | 9   | 45      | 86  | MIN 4 jours début mars  |
| 2023  | 34  | 48      | 88  |                         |
| 2024  | 43  | 54      | 130 | MAX pluies de janvier   |
| 2025  |     |         |     |                         |

### La gestion de l'hydraulique par les chanoines
Les chanoines, confrontés au terrain marécageux, semblable probablement à la forêt alluviale actuelle visible à l'amont du Grand Etang des Clabots décidèrent de construire leur église sur pilotis.
Adam Gheerijs, tailleur de pierre et maître maçon des Ducs de Brabant bâtit cette première église de 1381 à 1384. La technique consistait:chap 28 à placer des pilotis en bois tous les dix pieds (environ trois mètres) Des sommiers en hêtre reliaient les pilotis, ils étaient surmontés d'une arcade de pierre. Les murs des édifices étaient constitués de pierres calcaires posés sur ces arcades. Ces pierres provenaient de carrières du vallon des Trois Fontaines.
Une condition essentielle pour assurer la pérennité de tels ouvrages est que les bois des pilotis soient dans l'eau et les murs en pierre eux hors d'eau.
L'inondation de 1436 a montré qu'une autre approche était nécessaire.

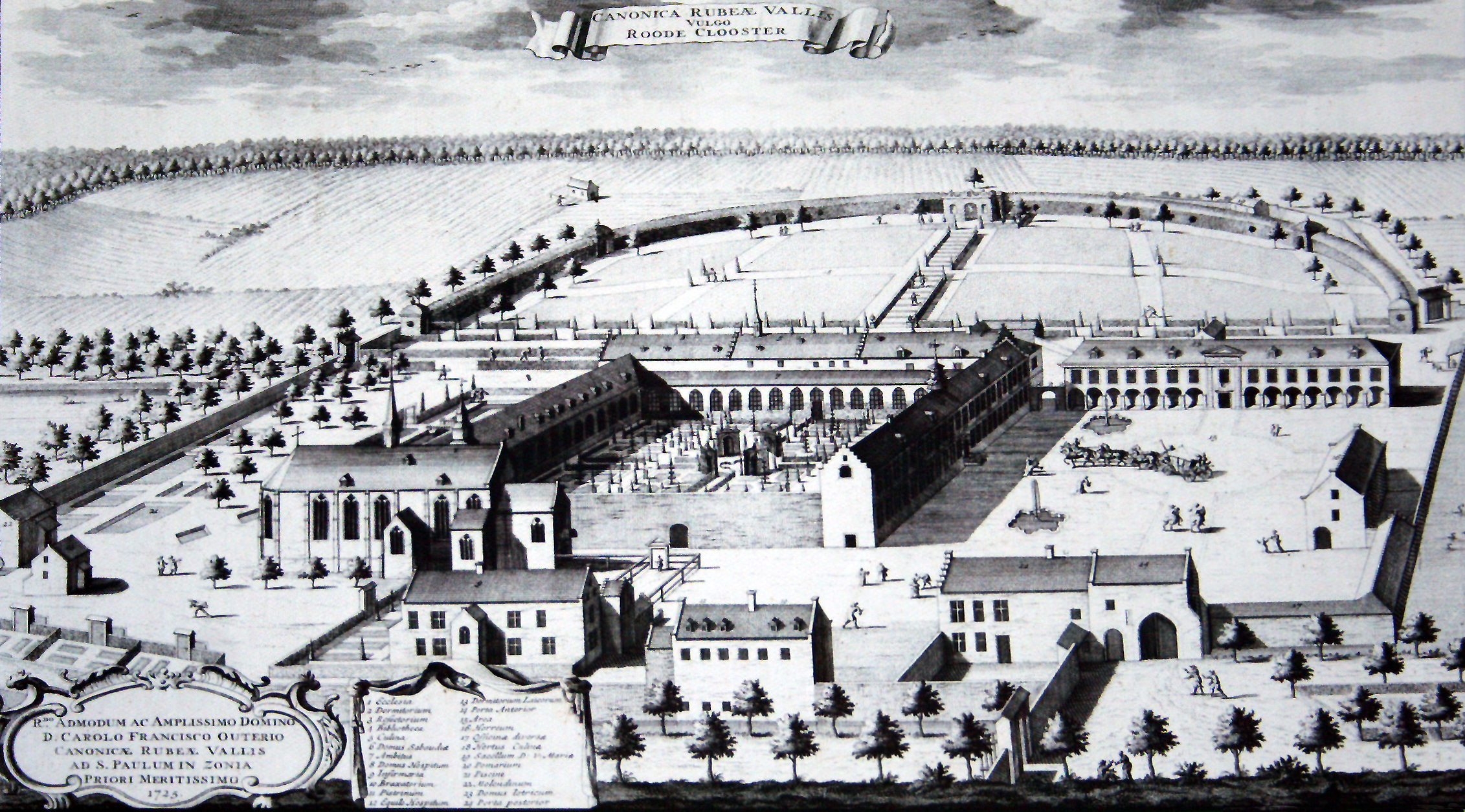
Le Rouge-Cloître en 1725 - gravure de Petrus de Doncker.

Pour rabattre et maîtriser le niveau de la nappe phréatique, à l'aval de la digue formant l'actuel Etang du Moulin, le prieur J. Doyenbergh fit construire un réseau de drains à faible profondeur raccordés aux bassins visibles à gauche sur la gravure de Petrus de Doncker. Les trop-pleins se déversaient dans un pertuis voûté qui amenait les eaux du Roodkloosterbeek, les eaux de pluie, les eaux usées jusqu'à l'étang du Lange Gracht à l'aval (mise en service en 1477).
Les chanoines créèrent d'ingénieux systèmes de gestion de l'eau;citons la capture de l'eau des différentes sources présentes sur le site prolongées par de nombreuses canalisations,la création de bassins de décantation, de citernes interconnectées, de conduites en pierre amenant l'eau sous pression:p93;

### La qualité de l'eau dans la vallée
L'eau du Roodkloosterbeek est de bonne qualité.
Elle était médiocre dans les années 1950:p6 et s’est améliorée par un changement radical de la gestion.
D’une part, le statut de réserve naturelle régionale décrété par l’Exécutif bruxellois:p138-139 pour le ruisseau et son affluent a amené les forestiers à changer leur priorité et à passer de « produire du bois » à « favoriser le retour de la biodiversité ». L'aspect paysagé a été restauré.
D’autre part, les cinq étangs et la mare des Clabots ont été curés entre 1983 et 1994:p139. Par exemple du Grand étang des Clabots (Etang No 2)  qui couvre actuellement environ 25 000 m2, plus d’un mètre de vase a dû être évacué.
La gestion des 37.7 % de la Forêt de Soignes (1659 ha) en Région Bruxelles-Capitale a été confiée à Bruxelles Environnement en 1991.
En 1990 la réserve naturelle du Rouge-Cloître est créée, en 1992 celle de Trois Fontaines , en 2007 la Réserve Forestière Dirigée du Rouge-Cloître
, celles du parc du Bergoje
. et du Jardin Botanique Jean Massart depuis  2022. Elles font partie du réseau européen Natura 2000.

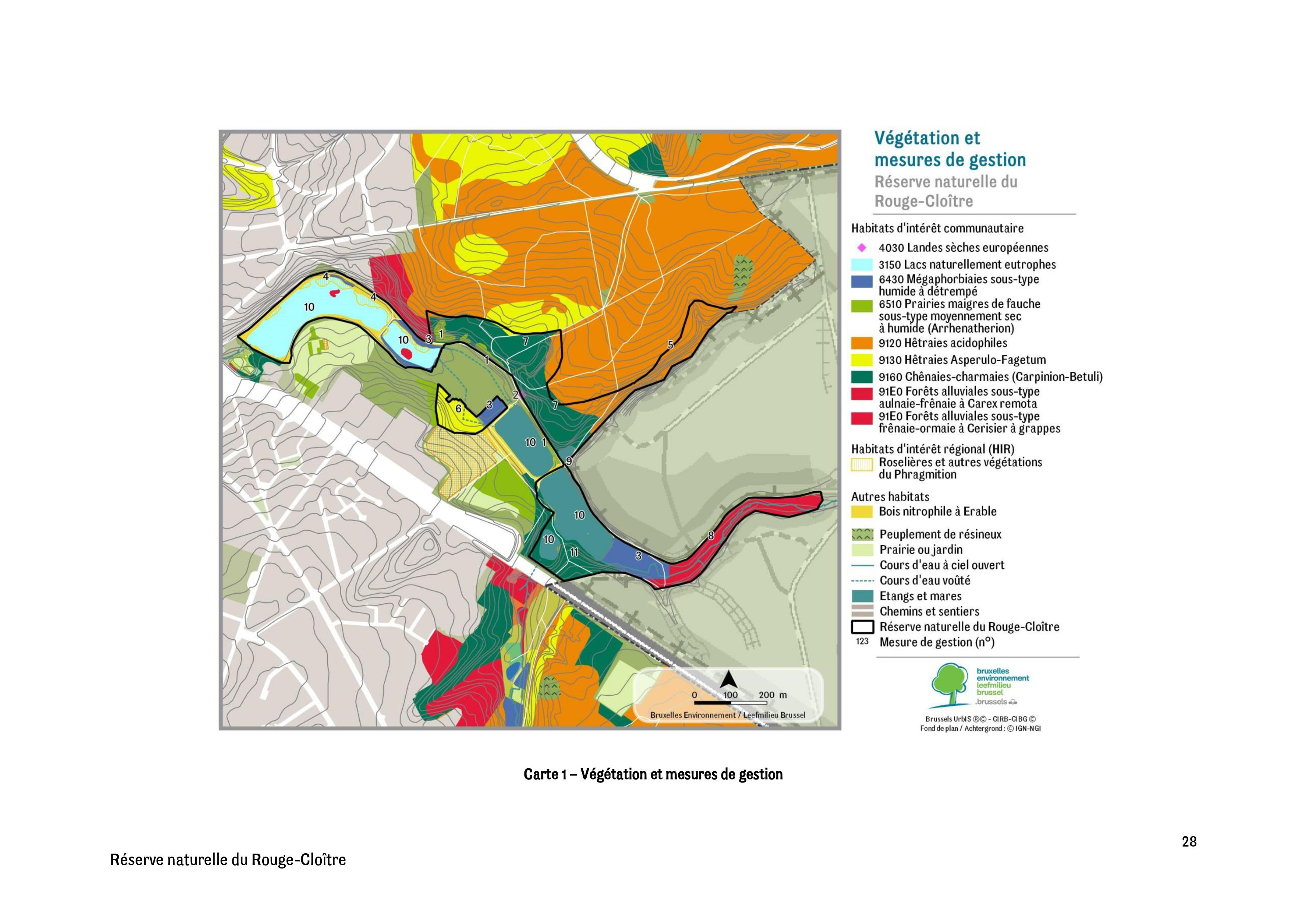
Réserve naturelle de Rouge-Cloître - les habitats

Comme le montre la carte:p28, les étangs du Lange Gracht sont classés dans la nomenclature Natura 2000 comme habitat "3150 lacs naturellement eutrophes".
La gestion (travaux de curage, éclaircissement des berges, mises à sec hivernales tous les cinq ans:p21) empêche l'envasement et une croissance excessive des plantes aquatiques et des algues. L'eau reste transparente:p11.
Les étangs des Clabots ont une végétation aquatique peu développée en raison de l'absence de traitement des eaux de ruissellement provenant du réseau routier (l'autoroute E411 et l’avenue Schaller) et des eaux usées domestiques (Château de Trois-Fontaines et Centre Sportif de la Forêt de Soignes)
:p203. Le petit étang des Clabots a un rôle non prévu de bassin d'orage et de décantation:p186.

### La qualité de l'eau du ruisseau
Bruxelles Environnement évalue la qualité biologique des eaux du Roodkloosterbeek en suivant quatre des cinq éléments définis dans la directive européenne 2000/60/CE ou « directive-cadre eau » (DCE). Il n'est pas tenu compte du phytoplancton dans les rivières:p4.
Le ruisseau est classé "masse d'eau artificielle ou fortement modifiée". Les quatre éléments sont suivis en appliquant la méthodologie de la DCE. Ils sont mesurés tous les trois ans:p16. et synthétisés chacun dans un ratio de qualité écologique (EQR = Ecological Quality Ratio).
L'état global du cours d'eau est obtenu par le principe « one-out all-out », c’est l’EQR le plus faible des éléments de qualité biologique qui est retenu:p5.
| Année | Le phytobenthos                                      | Macrophytes                                | Macro-invertébrés                             | Poissons | Etat global |
| ----- | ---------------------------------------------------- | ------------------------------------------ | --------------------------------------------- | -------- | ----------- |
|       | algues vivant fixées au fond de l'eau ou à proximité | plantes supérieures telles que les roseaux | larves, insectes, vers, crustacés, mollusques |          |             |
|       | algues vivant fixées au fond de l'eau ou à proximité | plantes supérieures telles que les roseaux | larves, insectes, vers, crustacés, mollusques |          |             |
| 2010  | bon                                                  | médiocre                                   | NA                                            | NA       | médiocre    |
| 2013  | bon                                                  | mauvais                                    | moyen                                         | mauvais  | mauvais     |
| 2016  | bon                                                  | médiocre                                   | bon                                           | médiocre | médiocre    |
| 2019  | bon                                                  | moyen                                      | bon                                           | médiocre | médiocre    |
| 2022  | bon                                                  | moyen                                      | moyen                                         | médiocre | médiocre    |
| 2025  |                                                      |                                            |                                               |          |             |

La qualité biologique est satisfaisante:p16, sauf pour les poissons.
Le phytobenthos (les algues) atteint le bon potentiel écologique demandé. Atteint en 2019 aussi pour les macroinvertébrés, il n'a pu être maintenu en 2022.
La qualité des macrophytes s'améliore, mais est à examiner sur le long terme.

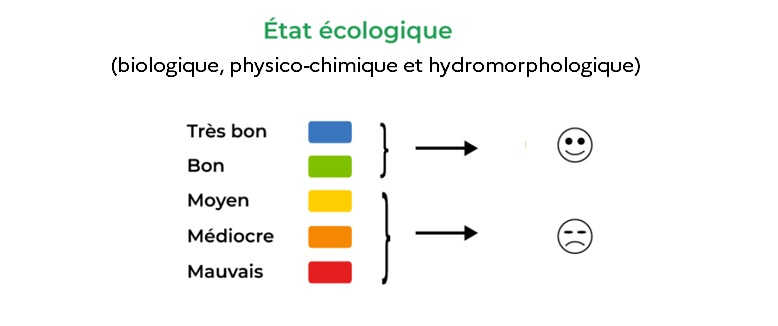
Etat écologique

La qualité de l'élément "poisson" reste très dégradée. Le goujon est dominant.
Seules trois espèces ont été pêchées en 2019, dont l'espèce protégée bouvière. 
La faible biodiversité piscicole serait due aux berges artificialisées (absence de méandres, mauvais état des berges) et à la petite cascade entre le ruisseau et la Woluwe.
L'écrevisse américaine considérée comme une espèce exotique envahissante n'est présente qu'en faible quantité.

### Inondations et protection contre les inondations
Le Roodkloosterbeek est un cours d'eau au débit quasi constant (cf le paragraphe débit ci-dessus).
Les crues sont amorties en amont (sol forestier infiltrant, nombreux fossés secs, chaîne de cinq étangs, ouvrages de sortie assez limitants notamment au Grand étang du Lange Gracht (Etang No 5).
Le ruisseau ne sort pas de son lit et ne provoque pas d'inondations. Les risques d"inondation dans cette vallée sont clairement liés au refoulement d'égout et non au débordement de cours d'eau.  
Comme dit, en raison de l'absence de traitement des eaux de ruissellement provenant du réseau routier (l'autoroute E411 et l’avenue Schaller) et des eaux usées domestiques (Château de Trois-Fontaines et Centre Sportif de la Forêt de Soignes) le petit étang des Clabots a un rôle non prévu de bassin d'orage et de décantation:p18 et :p19.